# Llista de monuments de Figueres
Llista de monuments de Figueres inclosos en l'Inventari del Patrimoni Arquitectònic Català per al municipi de Figueres (Alt Empordà). Inclou els inscrits en el Registre de Béns Culturals d'Interès Nacional (BCIN) amb la classificació de monuments històrics i els Béns Culturals d'Interès Local (BCIL) de caràcter arquitectònic.
| Monument                                                                  | Protecció       | Estil/època                                                            | Localització                                                             | Coordenades                                          | Codi?         | Imatge |
| ------------------------------------------------------------------------- | --------------- | ---------------------------------------------------------------------- | ------------------------------------------------------------------------ | ---------------------------------------------------- | ------------- | --- |
| Torre Gorgot, Torre Galatea                                               | BCIN 845-MH     | Obra popular XVII, XX Inici                                            | Figueres Pujada del Castell, 26-28                                       | 42° 16′ 05″ N, 2° 57′ 33″ E / 42.268152°N,2.959088°E | RI-51-0005898 | Torre Gorgot (Figueres) · Vegeu més fotos d'aquest monument · Carregueu una nova foto d'aquest monument                                                  |
| Castell de Sant Ferran                                                    | BCIN 846-MH     | Neoclassicisme XVIII                                                   | Figueres Pujada del Castell                                              | 42° 16′ 21″ N, 2° 56′ 54″ E / 42.272408°N,2.948407°E | RI-51-0005897 | Castell de Sant Ferran (Figueres) · Vegeu més fotos d'aquest monument · Carregueu una nova foto d'aquest monument                                        |
| Església fortificada de Vilatenim, Església de Sant Joan                  | BCIN 847-MH     | Romànic XI                                                             | Figueres Vilatenim                                                       | 42° 16′ 16″ N, 2° 59′ 42″ E / 42.271212°N,2.994879°E | RI-51-0005899 | Església fortificada de Vilatenim (Figueres) · Vegeu més fotos d'aquest monument · Carregueu una nova foto d'aquest monument                             |
| Museu de l'Empordà                                                        | BCIN 4166-MH    | Darreres tendències XX Final                                           | Figueres Rbla. Sara Jordà, 2                                             | 42° 16′ 00″ N, 2° 57′ 43″ E / 42.266671°N,2.961859°E | RI-51-0001353 | Museu de l'Empordà (Figueres) · Vegeu més fotos d'aquest monument · Carregueu una nova foto d'aquest monument                                            |
| Patronat de la Catequística                                               | BCIN 4292-MH-EN | Racionalisme XX Inici                                                  | Figueres Rda. del Rector Aroles                                          | 42° 16′ 06″ N, 2° 57′ 25″ E / 42.268407°N,2.956814°E | IPA-19593     | Patronat de la Catequística (Figueres) · Vegeu més fotos d'aquest monument · Carregueu una nova foto d'aquest monument                                   |
| Teatre-Museu Dalí, antic Teatre Principal                                 | BCIL 1990       | Neoclassicisme-romàntic XIX, XX                                        | Figueres Pl. Gala-Dalí, 5                                                | 42° 16′ 06″ N, 2° 57′ 36″ E / 42.268354°N,2.960089°E | IPA-670       | Teatre-Museu Dalí (Figueres) · Vegeu més fotos d'aquest monument · Carregueu una nova foto d'aquest monument                                             |
| Plaça de l'Estació                                                        |                 | Obra popular XX                                                        | Figueres Pl. de l'Estació                                                | 42° 15′ 54″ N, 2° 58′ 05″ E / 42.265110°N,2.968041°E | IPA-19543     | Plaça de l'Estació (Figueres) · Vegeu més fotos d'aquest monument · Carregueu una nova foto d'aquest monument                                            |
| Casa Romà i jardins, Casa Puig                                            | BCIL 2023       | Neoclassicisme-romàntic XIX                                            | Figueres C. Peralada, 48 - c. la Marca, 4-6                              | 42° 16′ 07″ N, 2° 57′ 47″ E / 42.268707°N,2.963104°E | IPA-19544     | Casa Romà (Figueres) · Vegeu més fotos d'aquest monument · Carregueu una nova foto d'aquest monument                                                     |
| Casa Rodeja                                                               | BCIL 2023       | Neoclassicisme XIX                                                     | Figueres Pujada del Castell, 27                                          | 42° 16′ 03″ N, 2° 57′ 32″ E / 42.267418°N,2.958939°E | IPA-19545     | Casa Rodeja (Figueres) · Vegeu més fotos d'aquest monument · Carregueu una nova foto d'aquest monument                                                   |
| Casa Vives                                                                |                 | Modernisme XX Inici                                                    | Figueres C. Tints, 16                                                    | 42° 16′ 05″ N, 2° 57′ 40″ E / 42.268085°N,2.961194°E | IPA-19546     | Casa Vives (Figueres) · Vegeu més fotos d'aquest monument · Carregueu una nova foto d'aquest monument                                                    |
| Casa Rafel Molins                                                         |                 | Neoclassicisme-romàntic XIX Mitjan                                     | Figueres C. Vilafant, 18                                                 | 42° 15′ 54″ N, 2° 57′ 34″ E / 42.265027°N,2.959383°E | IPA-19547     | Casa Rafel Molins (Figueres) · Vegeu més fotos d'aquest monument · Carregueu una nova foto d'aquest monument                                             |
| Casa Camps-Ros                                                            | BCIL 2023       | Neoclassicisme XIX Mitjan                                              | Figueres C. Tints, 3                                                     | 42° 16′ 04″ N, 2° 57′ 40″ E / 42.267873°N,2.961122°E | IPA-19548     | Casa Camps-Ros (Figueres) · Vegeu més fotos d'aquest monument · Carregueu una nova foto d'aquest monument                                                |
| Edifici a la Rambla, 11, façana Farmàcia Dr. Martín                       | BCIL 2023       | Noucentisme XX Inici                                                   | Figueres Rbla. Sara Jordà, 11                                            | 42° 16′ 00″ N, 2° 57′ 37″ E / 42.26657°N,2.96034°E   | IPA-19549     | Edifici a la Rambla, 11 (Figueres) · Vegeu més fotos d'aquest monument · Carregueu una nova foto d'aquest monument                                       |
| Plaça Gala i Dalí, antiga plaça del Teatre                                |                 | Obra popular XX Mitjan                                                 | Figueres Pl. Gala i Dalí                                                 | 42° 16′ 06″ N, 2° 57′ 36″ E / 42.268197°N,2.959891°E | IPA-19550     | Plaça Gala i Dalí (Figueres) · Vegeu més fotos d'aquest monument · Carregueu una nova foto d'aquest monument                                             |
| Teatre El Jardí                                                           | BCIL 2007       | Modernisme Llorenç Ros i Costa XX (1914)                               | Figueres Pl. Josep Pla                                                   | 42° 15′ 55″ N, 2° 57′ 43″ E / 42.265334°N,2.961966°E | IPA-19551     | Teatre El Jardí (Figueres) · Vegeu més fotos d'aquest monument · Carregueu una nova foto d'aquest monument                                               |
| Casa Fita                                                                 | BCIL 2023       | Noucentisme XX Inici                                                   | Figueres C. Rutlla, 35 - c. Concepció, 5                                 | 42° 16′ 00″ N, 2° 57′ 54″ E / 42.266731°N,2.965081°E | IPA-19553     | Casa Fita (Figueres) · Vegeu més fotos d'aquest monument · Carregueu una nova foto d'aquest monument                                                     |
| Casa Guillamet                                                            | BCIL 2023       | Racionalisme XX Inici                                                  | Figueres C. Ample, 14 - c. Santa Llúcia                                  | 42° 16′ 03″ N, 2° 57′ 47″ E / 42.267577°N,2.963129°E | IPA-19554     | Casa Guillamet (Figueres) · Vegeu més fotos d'aquest monument · Carregueu una nova foto d'aquest monument                                                |
| Rambla de Figueres                                                        | BCIL 2023       | Noucentisme XX Inici                                                   | Figueres Rbla. Sara Jordà                                                | 42° 15′ 59″ N, 2° 57′ 40″ E / 42.266333°N,2.961026°E | IPA-19555     | Rambla (Figueres) · Vegeu més fotos d'aquest monument · Carregueu una nova foto d'aquest monument                                                        |
| Casa Pagès-Bassols                                                        | BCIL 2023       | Noucentisme 1929                                                       | Figueres Rambla, 21                                                      | 42° 15′ 57″ N, 2° 57′ 38″ E / 42.265955°N,2.960426°E | IPA-19556     | Casa Pagès-Bassols (Figueres) · Vegeu més fotos d'aquest monument · Carregueu una nova foto d'aquest monument                                            |
| Casa Bofill                                                               | BCIL 2007       | Obra popular XIX Mitjan                                                | Figueres C. Sant Pau, 25                                                 | 42° 15′ 54″ N, 2° 57′ 42″ E / 42.265045°N,2.961639°E | IPA-19557     | Casa Bofill (Figueres) · Vegeu més fotos d'aquest monument · Carregueu una nova foto d'aquest monument                                                   |
| Casa Jou                                                                  |                 | Modernisme XX Inici                                                    | Figueres Pl. del Gra, 2 - c. Concepció                                   | 42° 16′ 00″ N, 2° 57′ 55″ E / 42.266636°N,2.965342°E | IPA-19559     | Casa Jou (Figueres) · Vegeu més fotos d'aquest monument · Carregueu una nova foto d'aquest monument                                                      |
| Casa Roda, Casa Hejme                                                     | BCIL 2023       | Modernisme Sebastià Pi i Pi XX (1911)                                  | Figueres C. Sant Llàtzer, 58                                             | 42° 15′ 54″ N, 2° 58′ 01″ E / 42.265074°N,2.966895°E | IPA-19560     | Casa Roda (Figueres) · Vegeu més fotos d'aquest monument · Carregueu una nova foto d'aquest monument                                                     |
| Casa Joanama, Casa Cafè Progrés                                           | BCIL 2023       | Neoclassicisme XIX Mitjan                                              | Figueres Rbla. Sara Jordà, 33 - c. Forn Nou, 9                           | 42° 15′ 58″ N, 2° 57′ 43″ E / 42.266225°N,2.961917°E | IPA-19561     | Casa Joanama (Figueres) · Vegeu més fotos d'aquest monument · Carregueu una nova foto d'aquest monument                                                  |
| Clínica Catalunya, antiga Torre Bach                                      | BCIL 2007       | Modernisme XX Inici                                                    | Figueres Av. Vilallonga, 49                                              | 42° 15′ 59″ N, 2° 58′ 18″ E / 42.266359°N,2.971587°E | IPA-19563     | Clínica Catalunya (Figueres) · Vegeu més fotos d'aquest monument · Carregueu una nova foto d'aquest monument                                             |
| Habitatge al carrer Santa Llogaia, 40                                     |                 | Noucentisme XX Inici                                                   | Figueres C. Santa Llogaia, 40                                            | 42° 15′ 41″ N, 2° 57′ 39″ E / 42.261398°N,2.960926°E | IPA-19564     | Habitatge al carrer Santa Llogaia, 40 (Figueres) · Vegeu més fotos d'aquest monument · Carregueu una nova foto d'aquest monument                         |
| Casa Jaume Gustà                                                          | BCIL 2007       | Modernisme Jaume Gustà i Bondia XX (1926)                              | Figueres Pl. del Sol, 10                                                 | 42° 15′ 57″ N, 2° 57′ 26″ E / 42.265962°N,2.957170°E | IPA-19567     | Casa Jaume Gustà (Figueres) · Vegeu més fotos d'aquest monument · Carregueu una nova foto d'aquest monument                                              |
| Casa Pou                                                                  |                 | Eclecticisme XIX Final                                                 | Figueres C. Sant Pau, 48 - c. González de Soto                           | 42° 15′ 48″ N, 2° 57′ 43″ E / 42.263343°N,2.961919°E | IPA-19569     | Casa Pou del carrer Sant Pau (Figueres) · Vegeu més fotos d'aquest monument · Carregueu una nova foto d'aquest monument                                  |
| Tomba Lluís Darnés                                                        |                 | Obra popular XX Inici                                                  | Figueres Cementiri municipal                                             | 42° 15′ 49″ N, 2° 58′ 23″ E / 42.263644°N,2.973178°E | IPA-19570     | Tomba Lluís Darnés (Figueres) · Vegeu més fotos d'aquest monument · Carregueu una nova foto d'aquest monument                                            |
| Tomba Rexach                                                              |                 | Obra popular XIX Mitjan                                                | Figueres Cementiri municipal                                             | 42° 15′ 51″ N, 2° 58′ 22″ E / 42.264241°N,2.972826°E | IPA-19571     | Tomba Rexach (Figueres) · Vegeu més fotos d'aquest monument · Carregueu una nova foto d'aquest monument                                                  |
| Edifici Industrial del carrer Colom                                       |                 | Modernisme XX Inici                                                    | Figueres C. Colom, 15                                                    | 42° 16′ 02″ N, 2° 58′ 03″ E / 42.267222°N,2.967427°E | IPA-19572     | Edifici Industrial (Figueres) · Vegeu més fotos d'aquest monument · Carregueu una nova foto d'aquest monument                                            |
| Casa Vidal Figueras                                                       | BCIL 2023       | Racionalisme XX Inici                                                  | Figueres C. Vilafant, 6 - c. Lasauca                                     | 42° 15′ 57″ N, 2° 57′ 35″ E / 42.265828°N,2.959656°E | IPA-19573     | Casa Vidal Figueras (Figueres) · Vegeu més fotos d'aquest monument · Carregueu una nova foto d'aquest monument                                           |
| Cases Carbona, Casa Ribot                                                 | BCIL 2023       | Modernisme, eclecticisme XIX-XX                                        | Figueres C. Portella, 7-9                                                | 42° 16′ 01″ N, 2° 57′ 39″ E / 42.266837°N,2.960898°E | IPA-19574     | Cases Carbona (Figueres) · Vegeu més fotos d'aquest monument · Carregueu una nova foto d'aquest monument                                                 |
| Casa a la via Emporitana, 8, Can Branques                                 |                 | Noucentisme XX Inici                                                   | Figueres Via Emporitana, 8                                               | 42° 15′ 46″ N, 2° 57′ 26″ E / 42.262891°N,2.957239°E | IPA-19575     | Casa a la via Emporitana 8 (Figueres) · Vegeu més fotos d'aquest monument · Carregueu una nova foto d'aquest monument                                    |
| Conjunt de cases del carrer González de Soto                              |                 | Obra popular XX Inici                                                  | Figueres C. González de Soto, 5-8, 40, 42                                | 42° 15′ 45″ N, 2° 57′ 28″ E / 42.262504°N,2.957857°E | IPA-19576     | Conjunt de cases del carrer González de Soto (Figueres) · Vegeu més fotos d'aquest monument · Carregueu una nova foto d'aquest monument                  |
| Casa Maria Puig, Casa Lluís Coll Amat                                     |                 | Noucentisme XX Inici                                                   | Figueres C. Colom, 8                                                     | 42° 16′ 01″ N, 2° 58′ 04″ E / 42.266889°N,2.967761°E | IPA-19577     | Casa Maria Puig (Figueres) · Vegeu més fotos d'aquest monument · Carregueu una nova foto d'aquest monument                                               |
| Jardí Enric Morera, Parc de les Granotes, Parc dels Enamorats             |                 | Noucentisme XX Mitjan                                                  | Figueres Av. Salvador Dalí i Domènech - c. Col·legi                      | 42° 15′ 48″ N, 2° 57′ 31″ E / 42.263347°N,2.958742°E | IPA-19578     | Jardí Enric Morera (Figueres) · Vegeu més fotos d'aquest monument · Carregueu una nova foto d'aquest monument                                            |
| Casa Garre, Casa Pagès                                                    |                 | Eclecticisme XIX Final                                                 | Figueres C. Girona, 9                                                    | 42° 16′ 01″ N, 2° 57′ 41″ E / 42.267063°N,2.961262°E | IPA-19579     | Casa Garre (Figueres) · Vegeu més fotos d'aquest monument · Carregueu una nova foto d'aquest monument                                                    |
| Casa Viñas, Casa Cases                                                    | BCIL 2023       | Noucentisme XX Inici                                                   | Figueres Pujada del Castell, 9                                           | 42° 16′ 00″ N, 2° 57′ 34″ E / 42.266792°N,2.959582°E | IPA-19580     | Casa Viñas (Figueres) · Vegeu més fotos d'aquest monument · Carregueu una nova foto d'aquest monument                                                    |
| Casa Moradell                                                             |                 | Eclecticisme XIX Final                                                 | Figueres C. Nou, 145                                                     | 42° 15′ 42″ N, 2° 57′ 56″ E / 42.261800°N,2.965527°E | IPA-19582     | Casa Moradell (Figueres) · Vegeu més fotos d'aquest monument · Carregueu una nova foto d'aquest monument                                                 |
| Antiga Església Evangèlica, Fundació Clerch i Nicolau                     | BCIL 2023       | Eclecticisme XIX-XX                                                    | Figueres C. Nou, 53 - c. Sant Antoni, 32                                 | 42° 15′ 53″ N, 2° 57′ 50″ E / 42.264785°N,2.963855°E | IPA-19584     | Antiga Església Evangèlica (Figueres) · Vegeu més fotos d'aquest monument · Carregueu una nova foto d'aquest monument                                    |
| Habitatge al carrer Nou, 58                                               |                 | Eclecticisme XX Inici                                                  | Figueres C. Nou, 58                                                      | 42° 15′ 52″ N, 2° 57′ 50″ E / 42.264312°N,2.963843°E | IPA-19585     | Habitatge al carrer Nou, 58 (Figueres) · Vegeu més fotos d'aquest monument · Carregueu una nova foto d'aquest monument                                   |
| Casa Fèlix Jaume                                                          |                 | Obra popular XIX Final                                                 | Figueres C. Caamaño, 12                                                  | 42° 16′ 00″ N, 2° 57′ 48″ E / 42.266690°N,2.963411°E | IPA-19588     | Casa Fèlix Jaume (Figueres) · Vegeu més fotos d'aquest monument · Carregueu una nova foto d'aquest monument                                              |
| Casa Caserna de la Guàrdia Civil                                          |                 | Eclecticisme XIX Final                                                 | Figueres C. Nou, 80                                                      | 42° 15′ 48″ N, 2° 57′ 52″ E / 42.263276°N,2.964528°E | IPA-19589     | Casa caserna de la Guàrdia Civil (Figueres) · Vegeu més fotos d'aquest monument · Carregueu una nova foto d'aquest monument                              |
| Casa Solanes                                                              |                 | Noucentisme XX Inici                                                   | Figueres C. Santa Llogaia, 43-45                                         | 42° 15′ 39″ N, 2° 57′ 42″ E / 42.260848°N,2.961584°E | IPA-19594     | Casa Solanes (Figueres) · Vegeu més fotos d'aquest monument · Carregueu una nova foto d'aquest monument                                                  |
| Casa Pujol                                                                |                 | Noucentisme XX Inici                                                   | Figueres C. Sant Pau, 60                                                 | 42° 15′ 46″ N, 2° 57′ 44″ E / 42.262893°N,2.962098°E | IPA-19597     | Casa Pujol (Figueres) · Vegeu més fotos d'aquest monument · Carregueu una nova foto d'aquest monument                                                    |
| Casa Albert Terradas, Museu del Joguet de Catalunya, Gran Hotel París     | BCIL 2023       | Neoclassicisme XVIII, XX                                               | Figueres C- Sant Pere, 1 - rbla. Sara Jordà, 10                          | 42° 16′ 00″ N, 2° 57′ 38″ E / 42.266612°N,2.960592°E | IPA-19599     | Casa Albert Terradas (Figueres) · Vegeu més fotos d'aquest monument · Carregueu una nova foto d'aquest monument                                          |
| Tomba de Josep Guillamet                                                  |                 | Obra popular XX Inici                                                  | Figueres Cementiri municipal                                             | 42° 15′ 50″ N, 2° 58′ 22″ E / 42.263898°N,2.972891°E | IPA-19600     | Tomba de Josep Guillamet (Figueres) · Vegeu més fotos d'aquest monument · Carregueu una nova foto d'aquest monument                                      |
| Clínica Santa Creu                                                        |                 | Racionalisme XX Mitjan                                                 | Figueres C. Pere III - c. Santa Llogaia                                  | 42° 15′ 43″ N, 2° 57′ 42″ E / 42.262046°N,2.961710°E | IPA-19601     | Clínica Santa Creu (Figueres) · Vegeu més fotos d'aquest monument · Carregueu una nova foto d'aquest monument                                            |
| Casa Balló                                                                |                 | Noucentisme XX Inici                                                   | Figueres C. Nou, 74 - c. Muntaner                                        | 42° 15′ 49″ N, 2° 57′ 51″ E / 42.263664°N,2.964286°E | IPA-19602     | Casa Balló (Figueres) · Vegeu més fotos d'aquest monument · Carregueu una nova foto d'aquest monument                                                    |
| Sepulcre de Joaquima Corbera                                              |                 | Noucentisme XX Inici                                                   | Figueres Cementiri municipal                                             | 42° 15′ 51″ N, 2° 58′ 24″ E / 42.264205°N,2.973418°E | IPA-19603     | Sepulcre de Joaquima Corbera (Figueres) · Vegeu més fotos d'aquest monument · Carregueu una nova foto d'aquest monument                                  |
| Església parroquial de la Immaculada Concepció i Sant Pau                 |                 | Darreres tendències XX Mitjan                                          | Figueres Pl. de l'institut - c. Ramon Muntaner, 2                        | 42° 15′ 48″ N, 2° 57′ 46″ E / 42.263452°N,2.962837°E | IPA-19604     | Església parroquial de la Immaculada Concepció i Sant Pau (Figueres) · Vegeu més fotos d'aquest monument · Carregueu una nova foto d'aquest monument     |
| Pisos Sindicals, Grup d'habitatges Poeta Marquina                         |                 | XX Mitjan                                                              | Figueres C. Anicet de Pagès, 1                                           | 42° 15′ 55″ N, 2° 57′ 19″ E / 42.265178°N,2.955276°E | IPA-19605     | Pisos Sindicals (Figueres) · Vegeu més fotos d'aquest monument · Carregueu una nova foto d'aquest monument                                               |
| Casa Gusó, Casa Gou                                                       | BCIL 2023       | Noucentisme XX Inici                                                   | Figueres C. Peralada, 28 - c. Primfilat, 2                               | 42° 16′ 04″ N, 2° 57′ 44″ E / 42.267869°N,2.962186°E | IPA-19606     | Casa Gusó (Figueres) · Vegeu més fotos d'aquest monument · Carregueu una nova foto d'aquest monument                                                     |
| Casa Joan Font i Paulí                                                    |                 | Noucentisme XX Mitjan                                                  | Figueres Rbla. Sara Jordà, 17 - c. Lasauca, 2                            | 42° 15′ 58″ N, 2° 57′ 35″ E / 42.266125°N,2.959713°E | IPA-19607     | Casa Joan Font i Paulí (Figueres) · Vegeu més fotos d'aquest monument · Carregueu una nova foto d'aquest monument                                        |
| Panteó de Marià Vilallonga Gilupó                                         |                 | Historicisme XIX Final                                                 | Figueres Cementiri municipal                                             | 42° 15′ 52″ N, 2° 58′ 28″ E / 42.264306°N,2.974338°E | IPA-19608     | Panteó de Marià Vilallonga Gilupó (Figueres) · Vegeu més fotos d'aquest monument · Carregueu una nova foto d'aquest monument                             |
| Tomba Jordà Ramoneda                                                      |                 | Neoclassicisme XIX Mitjan                                              | Figueres Cementiri municipal                                             | 42° 15′ 51″ N, 2° 58′ 24″ E / 42.264107°N,2.973205°E | IPA-19609     | Tomba Jordà Ramoneda (Figueres) · Vegeu més fotos d'aquest monument · Carregueu una nova foto d'aquest monument                                          |
| Tomba Garreta (Panteó dels Figuerencs Il·lustres)                         |                 | Neoclassicisme XX Inici                                                | Figueres Cementiri municipal                                             | 42° 15′ 51″ N, 2° 58′ 26″ E / 42.264078°N,2.973914°E | IPA-19610     | Tomba Garreta (Figueres) · Vegeu més fotos d'aquest monument · Carregueu una nova foto d'aquest monument                                                 |
| Parc-bosc municipal                                                       | BCIL 2007       | Noucentisme XX Inici                                                   | Figueres Pg. Nou - rda. Rector Aroles                                    | 42° 16′ 02″ N, 2° 57′ 21″ E / 42.267281°N,2.955699°E | IPA-19612     | Parc-bosc municipal (Figueres) · Vegeu més fotos d'aquest monument · Carregueu una nova foto d'aquest monument                                           |
| Casa Eusebi Vidal                                                         |                 | Obra popular XX Inici                                                  | Figueres C. Mar, 7                                                       | 42° 16′ 00″ N, 2° 58′ 00″ E / 42.266682°N,2.966667°E | IPA-19614     | Casa Eusebi Vidal (Figueres) · Vegeu més fotos d'aquest monument · Carregueu una nova foto d'aquest monument                                             |
| Antic Convent dels Franciscans, Institut Ramon Muntaner                   | BCIL 2007       | Neoclassicisme XIX, XX                                                 | Figueres C. Sant Pau                                                     | 42° 15′ 47″ N, 2° 57′ 46″ E / 42.263141°N,2.962907°E | IPA-19615     | Antic Convent dels Franciscans (Figueres) · Vegeu més fotos d'aquest monument · Carregueu una nova foto d'aquest monument                                |
| Antiga Central de la Hidroelèctrica de l'Empordà                          | BCIL 2023       | Noucentisme XIX Final                                                  | Figueres C. González de Soto, 4                                          | 42° 15′ 49″ N, 2° 57′ 41″ E / 42.263496°N,2.961470°E | IPA-19616     | Antiga Central de la Hidroelèctrica de l'Empordà (Figueres) · Vegeu més fotos d'aquest monument · Carregueu una nova foto d'aquest monument              |
| Casa Amèlia Pi                                                            | BCIL 2023       | Neoclassicisme XIX Final                                               | Figueres C. Besalú, 7 - c. Sant Pere, 7                                  | 42° 16′ 01″ N, 2° 57′ 37″ E / 42.267026°N,2.960334°E | IPA-19617     | Casa Amèlia Pi (Figueres) · Vegeu més fotos d'aquest monument · Carregueu una nova foto d'aquest monument                                                |
| Tomba Galter                                                              |                 | Noucentisme XX Inici                                                   | Figueres Cementiri municipal                                             | 42° 15′ 51″ N, 2° 58′ 24″ E / 42.264201°N,2.973261°E | IPA-19618     | Tomba Galter (Figueres) · Vegeu més fotos d'aquest monument · Carregueu una nova foto d'aquest monument                                                  |
| Casa Geli, Can Roig                                                       | BCIL 2023       | Modernisme XX Inici                                                    | Figueres C. Pi i Margall, 17 - c. Calçada dels Monjos                    | 42° 16′ 03″ N, 2° 57′ 58″ E / 42.267555°N,2.966136°E | IPA-19619     | Casa Geli (Figueres) · Vegeu més fotos d'aquest monument · Carregueu una nova foto d'aquest monument                                                     |
| Villa Ramona                                                              |                 | Obra popular XX Inici                                                  | Figueres C. del Nord, 30                                                 | 42° 16′ 07″ N, 2° 58′ 05″ E / 42.268618°N,2.968057°E | IPA-19620     | Villa Ramona (Figueres) · Vegeu més fotos d'aquest monument · Carregueu una nova foto d'aquest monument                                                  |
| Edifici industrial del carrer Sant Joan Baptista                          |                 | Modernisme XX Inici                                                    | Figueres C. Sant Joan Baptista, 59                                       | 42° 16′ 03″ N, 2° 58′ 07″ E / 42.267583°N,2.968525°E | IPA-19621     | Edifici industrial (Figueres) · Vegeu més fotos d'aquest monument · Carregueu una nova foto d'aquest monument                                            |
| Centre de Preventius, Presó de Figueres                                   | BCIL 2007       | Eclecticisme XX Inici                                                  | Figueres C. Sant Pau, 158                                                | 42° 15′ 32″ N, 2° 57′ 46″ E / 42.258881°N,2.962758°E | IPA-19623     | Centre de Preventius (Figueres) · Vegeu més fotos d'aquest monument · Carregueu una nova foto d'aquest monument                                          |
| Casa Vídua Salleres, o Paquita Batlle Pomès                               |                 | Eclecticisme XX Inici                                                  | Figueres C. Castelló, 4 - c. Nou, 23                                     | 42° 15′ 56″ N, 2° 57′ 48″ E / 42.265465°N,2.963427°E | IPA-19624     | Casa Vídua Salleres (Figueres) · Vegeu més fotos d'aquest monument · Carregueu una nova foto d'aquest monument                                           |
| Casa Maria Pagès                                                          | BCIL 2023       | Modernisme XX Inici                                                    | Figueres C. Nou, 46                                                      | 42° 15′ 54″ N, 2° 57′ 48″ E / 42.264933°N,2.963348°E | IPA-19626     | Casa Maria Pagès (Figueres) · Vegeu més fotos d'aquest monument · Carregueu una nova foto d'aquest monument                                              |
| Casa Reig                                                                 | BCIL 2023       | Moviment Modern XX                                                     | Figueres Pl. del Gra, 3 - c. Concepció, 2 - c. Sant Francesc de Paula, 1 | 42° 16′ 00″ N, 2° 57′ 56″ E / 42.266627°N,2.965524°E | IPA-19627     | Casa Reig (Figueres) · Vegeu més fotos d'aquest monument · Carregueu una nova foto d'aquest monument                                                     |
| Casa Abdó Polí i Deseia, Casa Polí-Deseia                                 | BCIL 2023       | Neoclassicisme-romàntic XIX Mitjan, XX Inici                           | Figueres Rbla. Sara Jordà, 15                                            | 42° 15′ 59″ N, 2° 57′ 35″ E / 42.266378°N,2.959831°E | IPA-19628     | Casa Abdó Polí i Deseia (Figueres) · Vegeu més fotos d'aquest monument · Carregueu una nova foto d'aquest monument                                       |
| Antiga Adoberia Bassols, Convent de les Franceses, Col·legi Josep Pallach | BCIL 2007       | Neoclassicisme XIX Mitjan                                              | Figueres C. dels Fossos, 1 - pl. de l'Escorxador                         | 42° 16′ 05″ N, 2° 57′ 56″ E / 42.267978°N,2.965463°E | IPA-19629     | Antiga Adoberia Bassols (Figueres) · Vegeu més fotos d'aquest monument · Carregueu una nova foto d'aquest monument                                       |
| Casa Fages                                                                | BCIL 2023       | Neoclassicisme XIX Mitjan                                              | Figueres C. Enginyers, 1 - c. Monturiol, 1                               | 42° 16′ 01″ N, 2° 57′ 44″ E / 42.266829°N,2.962104°E | IPA-19630     | Casa Fages (Figueres) · Vegeu més fotos d'aquest monument · Carregueu una nova foto d'aquest monument                                                    |
| Casa Galter Bassols                                                       | BCIL 2007       | Noucentisme Raimon Duran i Reynals / Pelayo Martínez Paricio XX (1928) | Figueres C. Sant Pau, 33 - pl. Anselm Clavé                              | 42° 15′ 53″ N, 2° 57′ 42″ E / 42.26464°N,2.961719°E  | IPA-19632     | Casa Galter Bassols (Figueres) · Vegeu més fotos d'aquest monument · Carregueu una nova foto d'aquest monument                                           |
| Casa Monturiol, Casa Parés                                                | BCIL 2023       | Neoclassicisme XIX                                                     | Figueres C. Nou, 1 - c. Caamaño, 2                                       | 42° 15′ 59″ N, 2° 57′ 45″ E / 42.266343°N,2.962469°E | IPA-19633     | Casa Monturiol (Figueres) · Vegeu més fotos d'aquest monument · Carregueu una nova foto d'aquest monument                                                |
| Casa Camps                                                                | BCIL 2023       | Neoclassicisme XIX Mitjan                                              | Figueres C. dels Tints, 5                                                | 42° 16′ 05″ N, 2° 57′ 39″ E / 42.267968°N,2.960964°E | IPA-19634     | Casa Camps (Figueres) · Vegeu més fotos d'aquest monument · Carregueu una nova foto d'aquest monument                                                    |
| Casa Puig Soler, Casa Armeria Romero                                      | BCIL 2023       | Modernisme XX Inici                                                    | Figueres C. Sant Pau, 2 - rbla. Sara Jordà, 27                           | 42° 15′ 58″ N, 2° 57′ 40″ E / 42.266090°N,2.961050°E | IPA-19635     | Casa Puig Soler (Figueres) · Vegeu més fotos d'aquest monument · Carregueu una nova foto d'aquest monument                                               |
| Edifici de la Caixa de Pensions per a la Vellesa i d'Estalvis             | BCIL 2023       | Monumentalisme academicista XX Mitjan                                  | Figueres Pl. de la Palmera, 4                                            | 42° 16′ 03″ N, 2° 57′ 53″ E / 42.267406°N,2.964790°E | IPA-19636     | Edifici de la Caixa de Pensions per a la Vellesa i d'Estalvis (Figueres) · Vegeu més fotos d'aquest monument · Carregueu una nova foto d'aquest monument |
| Casa Dolors Guardiola, Casa Pere Forja                                    |                 | Obra popular XIX Mitjan                                                | Figueres C. La Jonquera, 8                                               | 42° 16′ 04″ N, 2° 57′ 38″ E / 42.267868°N,2.960691°E | IPA-19638     | Casa Dolors Guardiola (Figueres) · Vegeu més fotos d'aquest monument · Carregueu una nova foto d'aquest monument                                         |
| Casa Pont de Vinyals, Casa Romaguera                                      | BCIL 2023       | Neoclassicisme XIX Mitjan                                              | Figueres C. la Jonquera, 11 - pl. Salvador Dalí                          | 42° 16′ 06″ N, 2° 57′ 36″ E / 42.268341°N,2.960127°E | IPA-19639     | Casa Pont de Vinyals (Figueres) · Vegeu més fotos d'aquest monument · Carregueu una nova foto d'aquest monument                                          |
| Casa Jiménez, Casa Gallego                                                | BCIL 2023       | Modernisme XX Inici                                                    | Figueres Pl. de la Palmera, 1 - c. Santa Margarida, 8                    | 42° 16′ 02″ N, 2° 57′ 49″ E / 42.267334°N,2.963735°E | IPA-19640     | Casa Jiménez (Figueres) · Vegeu més fotos d'aquest monument · Carregueu una nova foto d'aquest monument                                                  |
| Casa Bosch, Casa Bonaterra                                                | BCIL 2023       | Neoclassicisme-romàntic XIX Mitjan                                     | Figueres Rbla. Sara Jordà, 4 - c. Girona                                 | 42° 16′ 00″ N, 2° 57′ 42″ E / 42.266662°N,2.961710°E | IPA-19641     | Casa Bosch (Figueres) · Vegeu més fotos d'aquest monument · Carregueu una nova foto d'aquest monument                                                    |
| Plaça del Gra, plaça Comerç, plaça Nova del Gra, plaça Coberta            | BCIL 2007       | Obra popular XIX Final                                                 | Figueres Pl. del Gra                                                     | 42° 15′ 59″ N, 2° 57′ 56″ E / 42.266294°N,2.965615°E | IPA-19642     | Plaça del Gra (Figueres) · Vegeu més fotos d'aquest monument · Carregueu una nova foto d'aquest monument                                                 |
| Plaça de les Patates, antiga plaça del Gra                                |                 | Obra popular XIX Inici                                                 | Figueres Pl. de les Patates                                              | 42° 16′ 06″ N, 2° 57′ 39″ E / 42.268418°N,2.960709°E | IPA-19643     | Plaça de les Patates (Figueres) · Vegeu més fotos d'aquest monument · Carregueu una nova foto d'aquest monument                                          |
| Casa Salleres, Casa Subirós, Cafè-Restaurant Continental                  | BCIL 2023       | Modernisme, eclecticisme Josep Azemar i Pont XX (1904)                 | Figueres Rambla, 16                                                      | 42° 15′ 59″ N, 2° 57′ 35″ E / 42.266261°N,2.959801°E | IPA-19644     | Casa Salleres (Figueres) · Vegeu més fotos d'aquest monument · Carregueu una nova foto d'aquest monument                                                 |
| Edifici al carrer Sant Pau, 23                                            | BCIL 2023       | Obra popular XIX                                                       | Figueres C. Sant Pau, 23                                                 | 42° 15′ 55″ N, 2° 57′ 42″ E / 42.265153°N,2.961663°E | IPA-19645     | Edifici al carrer Sant Pau, 23 (Figueres) · Vegeu més fotos d'aquest monument · Carregueu una nova foto d'aquest monument                                |
| Casa Berta, antiga casa dels Teixidors                                    | BCIL 2023       | Eclecticisme XIX-XX                                                    | Figueres C. Tints, 20                                                    | 42° 16′ 05″ N, 2° 57′ 40″ E / 42.268148°N,2.961140°E | IPA-19646     | Casa Berta (Figueres) · Vegeu més fotos d'aquest monument · Carregueu una nova foto d'aquest monument                                                    |
| Casino Menestral Figuerenc                                                | BCIL 2023       | Modernisme Josep Bori i Gensana XX (1904)                              | Figueres C. Ample, 17 - c. Peralada, 32 - c. Primifilat, 3               | 42° 16′ 05″ N, 2° 57′ 45″ E / 42.268085°N,2.962419°E | IPA-19648     | Casino Menestral Figuerenc (Figueres) · Vegeu més fotos d'aquest monument · Carregueu una nova foto d'aquest monument                                    |
| Casa Cordomí, Casa Canet                                                  | BCIL 2023       | Racionalisme XX Inici                                                  | Figueres Rbla. Sara Jordà, 7                                             | 42° 16′ 00″ N, 2° 57′ 40″ E / 42.266612°N,2.961244°E | IPA-19649     | Casa Cordomí (Figueres) · Vegeu més fotos d'aquest monument · Carregueu una nova foto d'aquest monument                                                  |
| Ajuntament, Casa Consistorial                                             |                 | Monumentalisme academicista XX Inici                                   | Figueres Pl. Ajuntament                                                  | 42° 16′ 02″ N, 2° 57′ 38″ E / 42.267292°N,2.960498°E | IPA-19650     | Ajuntament (Figueres) · Vegeu més fotos d'aquest monument · Carregueu una nova foto d'aquest monument                                                    |
| Col·legi dels Germans de la Salle, els Fossos                             | BCIL 2007       | Eclecticisme XX Inici                                                  | Figueres C. dels Fossos, 17                                              | 42° 16′ 06″ N, 2° 58′ 07″ E / 42.268465°N,2.968733°E | IPA-19651     | Col·legi dels Germans de la Salle (Figueres) · Vegeu més fotos d'aquest monument · Carregueu una nova foto d'aquest monument                             |
| Habitatge a la Via Emporitana, 21                                         |                 | Modernisme XX Inici                                                    | Figueres Via Emporitana, 21 (antic 23)                                   | 42° 15′ 45″ N, 2° 57′ 26″ E / 42.262382°N,2.957100°E | IPA-19652     | Habitatge a la via Emporitana, 21 (Figueres) · Vegeu més fotos d'aquest monument · Carregueu una nova foto d'aquest monument                             |
| Pensió del General                                                        |                 | Eclecticisme XIX Final                                                 | Figueres C. Nou, 35                                                      | 42° 15′ 54″ N, 2° 57′ 50″ E / 42.265114°N,2.963858°E | IPA-19653     | Pensió del General (Figueres) · Vegeu més fotos d'aquest monument · Carregueu una nova foto d'aquest monument                                            |
| Casa Fèlix Jaume, Casa Sala                                               |                 | Noucentisme XX Inici                                                   | Figueres C. Nou, 57-59 - c. Sant Llàtzer                                 | 42° 16′ 00″ N, 2° 57′ 48″ E / 42.266681°N,2.963414°E | IPA-19654     | Casa Fèlix Jaume abans Casa Sala (Figueres) · Vegeu més fotos d'aquest monument · Carregueu una nova foto d'aquest monument                              |
| Casa Puig i París I                                                       |                 | Modernisme XX Inici                                                    | Figueres C. Girona, 11 (antic 9)                                         | 42° 16′ 01″ N, 2° 57′ 41″ E / 42.266968°N,2.961377°E | IPA-19655     | Casa Puig i París I (Figueres) · Vegeu més fotos d'aquest monument · Carregueu una nova foto d'aquest monument                                           |
| Casa Grabuleda                                                            |                 | Eclecticisme XX Inici                                                  | Figueres C. Nord, 40                                                     | 42° 16′ 09″ N, 2° 58′ 04″ E / 42.269055°N,2.967911°E | IPA-19657     | Casa Grabuleda (Figueres) · Vegeu més fotos d'aquest monument · Carregueu una nova foto d'aquest monument                                                |
| Habitatge al carrer Pi i Margall, 24                                      |                 | Eclecticisme XIX Final                                                 | Figueres C. Pi i Margall, 24                                             | 42° 16′ 03″ N, 2° 57′ 59″ E / 42.267442°N,2.966336°E | IPA-19659     | Habitatge al carrer Pi i Margall, 24 (Figueres) · Vegeu més fotos d'aquest monument · Carregueu una nova foto d'aquest monument                          |
| Col·legi Nacional Sant Pau, CEIP Sant Pau, Escola Nacional Graduada       |                 | Noucentisme XX Inici                                                   | Figueres C. Muntaner, 4 - Pere III                                       | 42° 15′ 47″ N, 2° 57′ 52″ E / 42.262948°N,2.964465°E | IPA-19660     | Col·legi Nacional Sant Pau (Figueres) · Vegeu més fotos d'aquest monument · Carregueu una nova foto d'aquest monument                                    |
| Asil Vilallonga                                                           | BCIL 2007       | Eclecticisme XIX Final                                                 | Figueres C. Vilallonga, 1                                                | 42° 15′ 59″ N, 2° 57′ 59″ E / 42.266524°N,2.966270°E | IPA-19661     | Asil Vilallonga (Figueres) · Vegeu més fotos d'aquest monument · Carregueu una nova foto d'aquest monument                                               |
| Casa Falgarona                                                            |                 | Obra popular XX Inici                                                  | Figueres C. Sant Pere, 4 - c. Portella, 6                                | 42° 16′ 01″ N, 2° 57′ 39″ E / 42.266824°N,2.960752°E | IPA-19662     | Casa Falgarona (Figueres) · Vegeu més fotos d'aquest monument · Carregueu una nova foto d'aquest monument                                                |
| Congregació de la Missió, Pares Paüls                                     |                 | Obra popular XIX Final                                                 | Figueres Av. Vilallonga, 3                                               | 42° 15′ 59″ N, 2° 58′ 01″ E / 42.266434°N,2.966828°E | IPA-19663     | Congregació de la Missió (Figueres) · Vegeu més fotos d'aquest monument · Carregueu una nova foto d'aquest monument                                      |
| Habitatge al carrer Sant Josep Sol d'Isern, 20                            |                 | Eclecticisme XX Inici                                                  | Figueres C. Sant Josep Sol d'Isern, 20 (abans 22)                        | 42° 16′ 06″ N, 2° 57′ 46″ E / 42.268369°N,2.962916°E | IPA-19664     | Habitatge al carrer Sant Josep Sol d'Isern, 20 (Figueres) · Vegeu més fotos d'aquest monument · Carregueu una nova foto d'aquest monument                |
| Església parroquial de Sant Pere                                          | BCIL 2023       | Gòtic, historicisme IX, XIV, XVI, XVII, XVIII                          | Figueres C. Sant Pere                                                    | 42° 16′ 04″ N, 2° 57′ 35″ E / 42.267778°N,2.959861°E | IPA-19665     | Església parroquial de Sant Pere (Figueres) · Vegeu més fotos d'aquest monument · Carregueu una nova foto d'aquest monument                              |
| Casa Roger, Casa Moner                                                    | BCIL 2023       | Modernisme, eclecticisme Josep Azemar i Pont XIX (1896)                | Figueres C. Monturiol, 9                                                 | 42° 16′ 01″ N, 2° 57′ 46″ E / 42.266893°N,2.962819°E | IPA-19666     | Casa Roger (Figueres) · Vegeu més fotos d'aquest monument · Carregueu una nova foto d'aquest monument                                                    |
| Casa Casals, Casa Junyent                                                 | BCIL 2023       | Eclecticisme, modernisme XIX Final                                     | Figueres Rbla. Sara Jordà, 6                                             | 42° 16′ 00″ N, 2° 57′ 41″ E / 42.266617°N,2.961286°E | IPA-19667     | Casa Casals (Figueres) · Vegeu més fotos d'aquest monument · Carregueu una nova foto d'aquest monument                                                   |
| Plaça de l'Ajuntament, antiga plaça de la Constitució o de la República   |                 | Neoclassicisme-romàntic XIX                                            | Figueres Pl. de l'Ajuntament                                             | 42° 16′ 02″ N, 2° 57′ 39″ E / 42.267252°N,2.960807°E | IPA-19668     | Plaça de l'Ajuntament (Figueres) · Vegeu més fotos d'aquest monument · Carregueu una nova foto d'aquest monument                                         |
| Casa Puig i París II                                                      |                 | Obra popular XX Inici                                                  | Figueres C. Girona, 13 (antic 11)                                        | 42° 16′ 01″ N, 2° 57′ 41″ E / 42.26691°N,2.96142°E   | IPA-19670     | Carregueu una nova foto d'aquest monument |
| Casa Coma                                                                 | BCIL 2023       | Eclecticisme XIX Final                                                 | Figueres Pl. de la Palmera, 9                                            | 42° 16′ 01″ N, 2° 57′ 50″ E / 42.266928°N,2.963923°E | IPA-19671     | Casa Coma (Figueres) · Vegeu més fotos d'aquest monument · Carregueu una nova foto d'aquest monument                                                     |
| Casa Juclà                                                                | BCIL 2023       | Noucentisme XX Inici                                                   | Figueres C. Nou, 5                                                       | 42° 15′ 59″ N, 2° 57′ 45″ E / 42.266261°N,2.962553°E | IPA-19672     | Casa Juclà (Figueres) · Vegeu més fotos d'aquest monument · Carregueu una nova foto d'aquest monument                                                    |
| Casa Solé, antiga Casa Carmen Rodríguez                                   |                 | Noucentisme XX Inici                                                   | Figueres C. Nord, 21                                                     | 42° 16′ 03″ N, 2° 58′ 05″ E / 42.267375°N,2.968125°E | IPA-19673     | Casa Solé (Figueres) · Vegeu més fotos d'aquest monument · Carregueu una nova foto d'aquest monument                                                     |
| Escoles Pies, Col·legi de les Mares Escolàpies                            | BCIL 2023       | Eclecticisme, historicisme XIX, XX                                     | Figueres C. Peralada, 55                                                 | 42° 16′ 08″ N, 2° 57′ 46″ E / 42.268882°N,2.962837°E | IPA-19675     | Escoles Pies (Figueres) · Vegeu més fotos d'aquest monument · Carregueu una nova foto d'aquest monument                                                  |
| Cinema Edison, Sala Edison                                                | BCIL 2007       | Modernisme XX Inici                                                    | Figueres C. Sant Pau, 10 - c. Sant Josep                                 | 42° 15′ 56″ N, 2° 57′ 40″ E / 42.265568°N,2.961196°E | IPA-19676     | Cinema Edison (Figueres) · Vegeu més fotos d'aquest monument · Carregueu una nova foto d'aquest monument                                                 |
| Convent de les Religioses de Sant Josep, Convent de Sant Llorenç          | BCIL 2007       | Historicisme, modernisme XIX Final                                     | Figueres C. Sol d'Isern, 11                                              | 42° 16′ 06″ N, 2° 57′ 48″ E / 42.268235°N,2.963313°E | IPA-19677     | Convent de les Religioses de Sant Josep (Figueres) · Vegeu més fotos d'aquest monument · Carregueu una nova foto d'aquest monument                       |
| Can Dalfó                                                                 | BCIL 2007       | Noucentisme XX Inici                                                   | Figueres Av. Vilallonga, 5                                               | 42° 15′ 59″ N, 2° 58′ 02″ E / 42.266448°N,2.967246°E | IPA-19678     | Can Dalfo (Figueres) · Vegeu més fotos d'aquest monument · Carregueu una nova foto d'aquest monument                                                     |
| Sepulcre de Tomàs Roger i Vidal                                           |                 | Neoclassicisme XIX Final                                               | Figueres Cementiri municipal                                             | 42° 15′ 51″ N, 2° 58′ 28″ E / 42.26404°N,2.974373°E  | IPA-19679     | Sepulcre de Tomàs Roger i Vidal (Figueres) · Vegeu més fotos d'aquest monument · Carregueu una nova foto d'aquest monument                               |
| Casa Albert Gruart                                                        | BCIL 2023       | Modernisme XX Inici                                                    | Figueres C. Monturiol, 7 - c. Moreria, 8                                 | 42° 16′ 01″ N, 2° 57′ 46″ E / 42.266919°N,2.962693°E | IPA-19680     | Casa Albert Gruart (Figueres) · Vegeu més fotos d'aquest monument · Carregueu una nova foto d'aquest monument                                            |
| Habitatge al carrer Nou, 154                                              |                 | Monumentalisme academicista XX Mitjan                                  | Figueres C. Nou, 154                                                     | 42° 15′ 38″ N, 2° 57′ 59″ E / 42.260575°N,2.966297°E | IPA-19681     | Habitatge al carrer Nou, 154 (Figueres) · Vegeu més fotos d'aquest monument · Carregueu una nova foto d'aquest monument                                  |
| Casa Macau, Casa Comas                                                    | BCIL 2023       | Modernisme XX Inici                                                    | Figueres Av. Vilallonga, 36 - c. Rubaudonadeu, 1                         | 42° 15′ 59″ N, 2° 58′ 06″ E / 42.266254°N,2.968240°E | IPA-19682     | Casa Macau (Figueres) · Vegeu més fotos d'aquest monument · Carregueu una nova foto d'aquest monument                                                    |
| Casa Nouviles                                                             | BCIL 2007       | Eclecticisme XIX Final                                                 | Figueres C. Nou, 78                                                      | 42° 15′ 48″ N, 2° 57′ 54″ E / 42.263371°N,2.965120°E | IPA-19684     | Casa Nouviles (Figueres) · Vegeu més fotos d'aquest monument · Carregueu una nova foto d'aquest monument                                                 |
| Can Branques                                                              |                 | Noucentisme XX Inici                                                   | Figueres Via Emporitana, 10                                              | 42° 15′ 46″ N, 2° 57′ 26″ E / 42.262900°N,2.957221°E | IPA-19686     | Can Branques (Figueres) · Vegeu més fotos d'aquest monument · Carregueu una nova foto d'aquest monument                                                  |
| Habitatge al carrer del Nord, 28                                          |                 | Obra popular XX Inici                                                  | Figueres C. Nord, 28                                                     | 42° 16′ 07″ N, 2° 58′ 05″ E / 42.268474°N,2.968118°E | IPA-19687     | Habitatge al carrer del Nord, 28 (Figueres) · Vegeu més fotos d'aquest monument · Carregueu una nova foto d'aquest monument                              |
| Casa Pagès Bofill i jardins, Casa Garrida, Consell Comarcal de l’Empordà  | BCIL 2023       | Noucentisme XX Inici                                                   | Figueres C. Nou, 48                                                      | 42° 15′ 53″ N, 2° 57′ 48″ E / 42.264749°N,2.963433°E | IPA-19690     | Casa Pagès Bofill (Figueres) · Vegeu més fotos d'aquest monument · Carregueu una nova foto d'aquest monument                                             |
| Sepulcre de la família Avellana                                           |                 | Obra popular XX Mitjan                                                 | Figueres Cementiri municipal                                             | 42° 15′ 51″ N, 2° 58′ 22″ E / 42.264093°N,2.972856°E | IPA-19691     | Sepulcre de la família Avellana (Figueres) · Vegeu més fotos d'aquest monument · Carregueu una nova foto d'aquest monument                               |
| Casa Alegret, Casa Pujol, Can Gorgot                                      | BCIL 2023       | Neoclassicisme XIX Mitjan                                              | Figueres C. Nou, 4                                                       | 42° 15′ 58″ N, 2° 57′ 44″ E / 42.266216°N,2.962317°E | IPA-19692     | Casa Alegret (Figueres) · Vegeu més fotos d'aquest monument · Carregueu una nova foto d'aquest monument                                                  |
| Casa Juez, Casa Guich                                                     | BCIL 2023       | Modernisme Ricard Giralt i Casadesús XX (1919)                         | Figueres C. Pi i Margall, 38 - c. Colom, 24                              | 42° 16′ 04″ N, 2° 58′ 03″ E / 42.267641°N,2.967494°E | IPA-19693     | Casa Juez (Figueres) · Vegeu més fotos d'aquest monument · Carregueu una nova foto d'aquest monument                                                     |
| Casa Geli Vergés, Casa Oliva Llagostera                                   | BCIL 2023       | Modernisme XX Inici                                                    | Figueres C. Pi i Margall, 26-28                                          | 42° 16′ 03″ N, 2° 58′ 00″ E / 42.267492°N,2.966718°E | IPA-19694     | Casa Geli Vergés (Figueres) · Vegeu més fotos d'aquest monument · Carregueu una nova foto d'aquest monument                                              |
| Casa Nebot, Casa Tomàs                                                    |                 | Modernisme XIX Final                                                   | Figueres C. Álvarez de Castro, 9                                         | 42° 15′ 59″ N, 2° 57′ 33″ E / 42.266386°N,2.959189°E | IPA-19698     | Casa Nebot (Figueres) · Vegeu més fotos d'aquest monument · Carregueu una nova foto d'aquest monument                                                    |
| Casa Falgueres                                                            | BCIL 2023       | Eclecticisme XIX Final                                                 | Figueres C. Lasauca, 10                                                  | 42° 15′ 57″ N, 2° 57′ 33″ E / 42.265972°N,2.959243°E | IPA-19700     | Casa Falgueres (Figueres) · Vegeu més fotos d'aquest monument · Carregueu una nova foto d'aquest monument                                                |
| Casa Gardella                                                             | BCIL 2023       | Modernisme XIX Final                                                   | Figueres C. Besalú, 5 - c. Sant Pere                                     | 42° 16′ 01″ N, 2° 57′ 38″ E / 42.267076°N,2.960492°E | IPA-19701     | Casa Gardella (Figueres) · Vegeu més fotos d'aquest monument · Carregueu una nova foto d'aquest monument                                                 |
| Casa Cruañas, Casa estanc Eduardo Vázquez                                 | BCIL 2023       | Modernisme Llorenç Ros i Costa XX (1915)                               | Figueres Pujada del Castell, 7                                           | 42° 16′ 00″ N, 2° 57′ 35″ E / 42.266688°N,2.959649°E | IPA-19702     | Casa Cruañas (Figueres) · Vegeu més fotos d'aquest monument · Carregueu una nova foto d'aquest monument                                                  |
| Habitatges militars                                                       |                 | Monumentalisme academicista XX Mitjan                                  | Figueres C. Sants Celi i Rústic, 1 - pjda. del Castell                   | 42° 16′ 07″ N, 2° 57′ 30″ E / 42.268611°N,2.958326°E | IPA-19703     | Habitatges militars (Figueres) · Vegeu més fotos d'aquest monument · Carregueu una nova foto d'aquest monument                                           |
| Casa Joaquina Moncanut                                                    |                 | Modernisme XIX Final                                                   | Figueres C. Álvarez de Castro, 22                                        | 42° 15′ 59″ N, 2° 57′ 31″ E / 42.266445°N,2.958679°E | IPA-19705     | Casa Joaquina Moncanut (Figueres) · Vegeu més fotos d'aquest monument · Carregueu una nova foto d'aquest monument                                        |
| Casa Bosch                                                                | BCIL 2023       | Eclecticisme XIX Final                                                 | Figueres C. Pep Ventura, 19                                              | 42° 16′ 00″ N, 2° 57′ 31″ E / 42.266692°N,2.958734°E | IPA-19706     | Casa Bosch (Figueres) · Vegeu més fotos d'aquest monument · Carregueu una nova foto d'aquest monument                                                    |
| Casa Monturiol Porret, Can Minobis                                        | BCIL 2023       | Noucentisme XX Inici                                                   | Figueres C. Monturiol, 5 - c. Moreria                                    | 42° 16′ 00″ N, 2° 57′ 44″ E / 42.266788°N,2.962353°E | IPA-19707     | Casa Monturiol Porret (Figueres) · Vegeu més fotos d'aquest monument · Carregueu una nova foto d'aquest monument                                         |
| Casa Vila Moner, antiga Gayolà, Casa Deulofeu                             | BCIL 2023       | Renaixement XVI, XX                                                    | Figueres C. Nou, 18                                                      | 42° 15′ 57″ N, 2° 57′ 46″ E / 42.265757°N,2.962869°E | IPA-19708     | Casa Vila Moner (Figueres) · Vegeu més fotos d'aquest monument · Carregueu una nova foto d'aquest monument                                               |
| Casa Carreras, Casa de El Siglo                                           |                 | Eclecticisme XIX Final                                                 | Figueres Pl. Ernest Vila                                                 | 42° 15′ 58″ N, 2° 57′ 46″ E / 42.266135°N,2.962851°E | IPA-19709     | Casa Carreras (Figueres) · Vegeu més fotos d'aquest monument · Carregueu una nova foto d'aquest monument                                                 |
| Monument a Narcís Monturiol                                               |                 | Noucentisme XX Inici                                                   | Figueres Rbla. Sara Jordà                                                | 42° 15′ 59″ N, 2° 57′ 42″ E / 42.266383°N,2.961717°E | IPA-19710     | Monument a Narcís Monturiol (Figueres) · Vegeu més fotos d'aquest monument · Carregueu una nova foto d'aquest monument                                   |
| Casa Masdevall                                                            | BCIL 2023       | Noucentisme XX Inici                                                   | Figueres C. Jonquera, 2 - c. Peralada                                    | 42° 16′ 03″ N, 2° 57′ 39″ E / 42.267585°N,2.960885°E | IPA-19713     | Casa Masdevall (Figueres) · Vegeu més fotos d'aquest monument · Carregueu una nova foto d'aquest monument                                                |
| Aqüeducte                                                                 |                 | Neoclassicisme XVIII                                                   | Figueres A l'est del castell de Sant Ferran, creuant l'A7                | 42° 16′ 37″ N, 2° 56′ 20″ E / 42.276964°N,2.938771°E | IPA-20474     | Aqüeducte (Figueres) · Vegeu més fotos d'aquest monument · Carregueu una nova foto d'aquest monument                                                     |
| Torre de Sant Pau de la Calçada                                           | BCIL 2007       | Historicisme XIX                                                       | Figueres Sant Pau de la Calçada                                          | 42° 14′ 57″ N, 2° 58′ 29″ E / 42.249234°N,2.974710°E | IPA-20484     | Torre de Sant Pau de la Calçada (Figueres) · Vegeu més fotos d'aquest monument · Carregueu una nova foto d'aquest monument                               |
| Pedró recordatori d'Álvarez de Castro                                     |                 | Obra popular XIX Inici                                                 | Figueres Pujada del Castell                                              | 42° 16′ 20″ N, 2° 57′ 05″ E / 42.272170°N,2.951448°E | IPA-20485     | Pedró recordatori d'Álvarez de Castro (Figueres) · Vegeu més fotos d'aquest monument · Carregueu una nova foto d'aquest monument                         |
| Creu de terme, Creu de la Mà                                              |                 | Gòtic, racionalisme XV, XX                                             | Figueres Pl. Creu de la Mà i Museu de l'Empordà                          | 42° 15′ 36″ N, 2° 58′ 00″ E / 42.259954°N,2.966631°E | IPA-30617     | Creu de la Mà (Figueres) · Vegeu més fotos d'aquest monument · Carregueu una nova foto d'aquest monument                                                 |
| Antic Escorxador municipal                                                | BCIL 2007       | Modernisme, electicisme Josep Azemar i Pont 1903-1907                  | Figueres Pl. de l'Escorxador                                             | 42° 16′ 04″ N, 2° 57′ 53″ E / 42.267834°N,2.964626°E | IPA-31167     | Anctic Escorxador municipal (Figueres) · Vegeu més fotos d'aquest monument · Carregueu una nova foto d'aquest monument                                   |
| Antiga Foneria Fèlix Jaume                                                | BCIL 2007       | Obra popular XX Inici                                                  | Figueres C. Sant Simó, 4                                                 | 42° 16′ 05″ N, 2° 57′ 48″ E / 42.267955°N,2.963432°E | IPA-37672     | Antiga Fundició Fèlix Jaume (Figueres) · Vegeu més fotos d'aquest monument · Carregueu una nova foto d'aquest monument                                   |
| Ca l'Avinyó                                                               | BCIL 2007       | Gòtic tardà XVI-XVII                                                   | Figueres C. Nou, 10, Vilatenim                                           | 42° 16′ 09″ N, 2° 59′ 40″ E / 42.269068°N,2.994334°E | IPA-37674     | Ca l'Avinyó (Figueres) · Vegeu més fotos d'aquest monument · Carregueu una nova foto d'aquest monument                                                   |
| Edifici al carrer Col·legi, 27                                            | BCIL 2007       | Noucentisme XX Inici                                                   | Figueres C. Col·legi, 27 - c. Santa Llogaia, 6                           | 42° 15′ 50″ N, 2° 57′ 36″ E / 42.263766°N,2.959984°E | IPA-37689     | Edifici al carrer Col·legi, 27 (Figueres) · Vegeu més fotos d'aquest monument · Carregueu una nova foto d'aquest monument                                |
| Casa Codina                                                               | BCIL 2023       | Modernisme XX Inici                                                    | Figueres C. Vilafant, 51                                                 | 42° 15′ 52″ N, 2° 57′ 34″ E / 42.264369°N,2.959384°E | IPA-37690     | Casa Codina (Figueres) · Vegeu més fotos d'aquest monument · Carregueu una nova foto d'aquest monument                                                   |
| Casa Comet                                                                | BCIL 2023       | Noucentisme XX Inici                                                   | Figueres C. Peralada, 27                                                 | 42° 16′ 05″ N, 2° 57′ 43″ E / 42.267959°N,2.961934°E | IPA-37691     | Casa Comet (Figueres) · Vegeu més fotos d'aquest monument · Carregueu una nova foto d'aquest monument                                                    |
| Casa Cusí                                                                 | BCIL 2023       | Modernisme Josep Azemar i Pont XIX (1894)                              | Figueres Rbla. Sara Jordà, 19-20 - c. Sant Josep, 10                     | 42° 15′ 57″ N, 2° 57′ 36″ E / 42.265891°N,2.959995°E | IPA-37692     | Casa Cusí (Figueres) · Vegeu més fotos d'aquest monument · Carregueu una nova foto d'aquest monument                                                     |
| Casa Martori                                                              | BCIL 2007       | Eclecticisme XIX Final                                                 | Figueres C. Sant Pau, 17                                                 | 42° 15′ 56″ N, 2° 57′ 41″ E / 42.265536°N,2.961487°E | IPA-37694     | Casa Martori (Figueres) · Vegeu més fotos d'aquest monument · Carregueu una nova foto d'aquest monument                                                  |
| Casa Mas Roger                                                            | BCIL 2023       | Modernisme, eclecticisme Josep Azemar i Pont XX (1910)                 | Figueres C. Monturiol, 10 - pl. de la Palmera - c. Caamaño, 8            | 42° 16′ 02″ N, 2° 57′ 49″ E / 42.267122°N,2.963723°E | IPA-37695     | Casa Mas Roger (Figueres) · Vegeu més fotos d'aquest monument · Carregueu una nova foto d'aquest monument                                                |
| Casa Melis                                                                | BCIL 2023       | Noucentisme XX Inici                                                   | Figueres C. Vilafant, 49                                                 | 42° 15′ 52″ N, 2° 57′ 34″ E / 42.264455°N,2.959378°E | IPA-37696     | Casa Melis (Figueres) · Vegeu més fotos d'aquest monument · Carregueu una nova foto d'aquest monument                                                    |
| Casa Pou, antiga Lleonsí                                                  | BCIL 2023       | Eclecticisme XIX Mitjan                                                | Figueres C. Barceloneta, 8                                               | 42° 16′ 09″ N, 2° 57′ 41″ E / 42.269071°N,2.961297°E | IPA-37697     | Casa Pou antiga Lleonsí (Figueres) · Vegeu més fotos d'aquest monument · Carregueu una nova foto d'aquest monument                                       |
| Casino Sport Figuerenc                                                    | BCIL 2023       | Modernisme Josep Azemar i Pont XIX Final                               | Figueres C. Moreria, 4                                                   | 42° 16′ 01″ N, 2° 57′ 44″ E / 42.266995°N,2.962183°E | IPA-37698     | Casino Sport Figuerenc (Figueres) · Vegeu més fotos d'aquest monument · Carregueu una nova foto d'aquest monument                                        |
| Conjunt carrer Barceloneta                                                | BCIL 2007       | Neoclassicisme XIX                                                     | Figueres C. Barceloneta, 3-35 i 8-42                                     | 42° 16′ 13″ N, 2° 57′ 41″ E / 42.270251°N,2.961436°E | IPA-37699     | Conjunt carrer Barceloneta (Figueres) · Vegeu més fotos d'aquest monument · Carregueu una nova foto d'aquest monument                                    |
| Conjunt carrer Concepció, carrer Rutlla i plaça del Gra                   | BCIL 2007       | Eclecticisme, modernisme XX Inici                                      | Figueres C. Concepció, 1-15 - pl. del Gra - pl. de la Palmera            | 42° 16′ 01″ N, 2° 57′ 54″ E / 42.267001°N,2.964899°E | IPA-37700     | Conjunt carrer Concepció, carrer Rutlla i plaça del Gra (Figueres) · Vegeu més fotos d'aquest monument · Carregueu una nova foto d'aquest monument       |
| Conjunt carrer de la Jonquera                                             | BCIL 2007       | Neoclassicisme XIX Final                                               | Figueres C. de la Jonquera, 32-108 i 15-99                               | 42° 16′ 09″ N, 2° 57′ 34″ E / 42.269228°N,2.959496°E | IPA-37701     | Conjunt carrer de la Jonquera (Figueres) · Vegeu més fotos d'aquest monument · Carregueu una nova foto d'aquest monument                                 |
| Conjunt carrer Nou                                                        | BCIL 2007       | Neoclassicisme XIX-XX                                                  | Figueres C. Nou, 1-59 i 8-54                                             | 42° 15′ 56″ N, 2° 57′ 47″ E / 42.265496°N,2.962948°E | IPA-37702     | Conjunt carrer Nou (Figueres) · Vegeu més fotos d'aquest monument · Carregueu una nova foto d'aquest monument                                            |
| Conjunt carrer Pep Ventura                                                | BCIL 2007       | Noucentisme XX Inici                                                   | Figueres C. Pep Ventura, 10-24                                           | 42° 16′ 01″ N, 2° 57′ 32″ E / 42.266855°N,2.958818°E | IPA-37703     | Conjunt carrer Pep Ventura (Figueres) · Vegeu més fotos d'aquest monument · Carregueu una nova foto d'aquest monument                                    |
| Conjunt carrer Peralada                                                   | BCIL 2007       | Neoclassicisme XIX Final                                               | Figueres C. Peralada, 48-86 i 55-89                                      | 42° 16′ 10″ N, 2° 57′ 49″ E / 42.269419°N,2.963619°E | IPA-37704     | Conjunt carrer Peralada (Figueres) · Vegeu més fotos d'aquest monument · Carregueu una nova foto d'aquest monument                                       |
| Conjunt carrer Pi i Margall                                               | BCIL 2007       | Noucentisme XX Inici                                                   | Figueres C. Pi i Margall, 4-20 i 22-64                                   | 42° 16′ 04″ N, 2° 58′ 01″ E / 42.267641°N,2.966972°E | IPA-37705     | Conjunt carrer Pi i Margall (Figueres) · Vegeu més fotos d'aquest monument · Carregueu una nova foto d'aquest monument                                   |
| Conjunt carrer Progrés                                                    | BCIL 2007       | Neoclassicisme, eclecticisme XX Inici                                  | Figueres C. Progrés, 1-26                                                | 42° 15′ 58″ N, 2° 58′ 11″ E / 42.266056°N,2.969726°E | IPA-37706     | Conjunt carrer Progrés (Figueres) · Vegeu més fotos d'aquest monument · Carregueu una nova foto d'aquest monument                                        |
| Conjunt carrer Sant Llàtzer                                               | BCIL 2007       | Neoclassicisme, eclecticisme XX Inici                                  | Figueres C. Sant Llàtzer, 56-62                                          | 42° 15′ 54″ N, 2° 58′ 00″ E / 42.265101°N,2.966671°E | IPA-37707     | Conjunt carrer Sant Llàtzer (Figueres) · Vegeu més fotos d'aquest monument · Carregueu una nova foto d'aquest monument                                   |
| Conjunt carrer Sant Pau                                                   | BCIL 2007       | Noucentisme XIX Final                                                  | Figueres C. Sant Pau, 17, 18, 31, 33, 39                                 | 42° 15′ 53″ N, 2° 57′ 42″ E / 42.264775°N,2.961615°E | IPA-37708     | Conjunt carrer Sant Pau (Figueres) · Vegeu més fotos d'aquest monument · Carregueu una nova foto d'aquest monument                                       |
| Conjunt carrer Tapis                                                      | BCIL 2007       | Neoclassicisme XIX Final                                               | Figueres C. Tapis, 3-37 i 2-44                                           | 42° 16′ 14″ N, 2° 57′ 53″ E / 42.270504°N,2.964631°E | IPA-37709     | Conjunt carrer Tapis (Figueres) · Vegeu més fotos d'aquest monument · Carregueu una nova foto d'aquest monument                                          |
| Conjunt carrer Vilafant                                                   | BCIL 2007       | Eclecticisme, modernisme XIX Final                                     | Figueres C. Vilafant, 2-46 i 7-69                                        | 42° 15′ 52″ N, 2° 57′ 33″ E / 42.264419°N,2.959287°E | IPA-37710     | Conjunt carrer Vilafant (Figueres) · Vegeu més fotos d'aquest monument · Carregueu una nova foto d'aquest monument                                       |
| Conjunt plaça Palmera, carrer Caamaño i carrer Monturiol                  | BCIL 2007       | Modernisme, noucentisme XIX Final                                      | Figueres Pl. Palmera - c. Caamaño, 6-18 - c. Monturiol, 2-10             | 42° 16′ 02″ N, 2° 57′ 51″ E / 42.267280°N,2.964166°E | IPA-37711     | Conjunt plaça Palmera, carrer Caamaño i carrer Monturiol (Figueres) · Vegeu més fotos d'aquest monument · Carregueu una nova foto d'aquest monument      |
| Antic Convent dels Caputxins                                              | BCIL 2007       | Barroc XVII-XVIII                                                      | Figueres C. Rec Arnau                                                    | 42° 16′ 14″ N, 2° 57′ 48″ E / 42.270504°N,2.963406°E | IPA-37712     | Antic Convent dels Caputxins (Figueres) · Vegeu més fotos d'aquest monument · Carregueu una nova foto d'aquest monument                                  |
| Edifici Fàbrica de Gas                                                    | BCIL 2007       | Noucentisme XX Inici                                                   | Figueres C. Eres de la Vila                                              | 42° 16′ 05″ N, 2° 57′ 52″ E / 42.268032°N,2.964402°E | IPA-37713     | Edifici Fàbrica de Gas (Figueres) · Vegeu més fotos d'aquest monument · Carregueu una nova foto d'aquest monument                                        |
| Capella de Sant Antoni de Vilatenim                                       | BCIL 2007       | Obra popular XVIII                                                     | Figueres C. Nou, Vilatenim                                               | 42° 16′ 10″ N, 2° 59′ 40″ E / 42.269392°N,2.994352°E | IPA-37714     | Capella de Sant Antoni (Figueres) · Vegeu més fotos d'aquest monument · Carregueu una nova foto d'aquest monument                                        |
| Hospital de Figueres                                                      | BCIL 2007       | Darreres tendències XX                                                 | Figueres Rda. Rector Aroles                                              | 42° 16′ 06″ N, 2° 57′ 13″ E / 42.268411°N,2.953518°E | IPA-37715     | Hospital (Figueres) · Vegeu més fotos d'aquest monument · Carregueu una nova foto d'aquest monument                                                      |
| Plaça de Braus                                                            | BCIL 2007       | Historicisme XIX Final                                                 | Figueres C. del Far                                                      | 42° 15′ 53″ N, 2° 58′ 16″ E / 42.264791°N,2.971145°E | IPA-37716     | Plaça de Braus (Figueres) · Vegeu més fotos d'aquest monument · Carregueu una nova foto d'aquest monument                                                |
| Torre Blava i jardins                                                     | BCIL 2007       | Modernisme XX Inici                                                    | Figueres C. Concòrdia, 27 - c. Pere III                                  | 42° 15′ 41″ N, 2° 57′ 34″ E / 42.261474°N,2.959471°E | IPA-37717     | Torre Blava (Figueres) · Vegeu més fotos d'aquest monument · Carregueu una nova foto d'aquest monument                                                   |
| Antiga fàbrica de gel                                                     | BCIL 2007       | Eclecticisme XIX Mitjan                                                | Figueres C. Eres de la Vila                                              | 42° 16′ 06″ N, 2° 57′ 51″ E / 42.268383°N,2.964304°E | IPA-37718     | Antiga fàbrica de gel (Figueres) · Vegeu més fotos d'aquest monument · Carregueu una nova foto d'aquest monument                                         |
| Conjunt carrer Rubaudonadéu                                               | BCIL 2007       | Obra popular XIX                                                       | Figueres C. Rubaudonadéu, 1-6                                            | 42° 15′ 57″ N, 2° 58′ 06″ E / 42.265781°N,2.968435°E | IPA-37720     | Conjunt carrer Rubaudonadéu (Figueres) · Vegeu més fotos d'aquest monument · Carregueu una nova foto d'aquest monument                                   |
| Conjunt de cases del carrer Col·legi                                      |                 | Obra popular XIX Final                                                 | Figueres C. Col·legi, 3, 13, 29, 30, 32, 47                              | 42° 15′ 50″ N, 2° 57′ 38″ E / 42.263982°N,2.960645°E | IPA-38888     | Conjunt de cases al carrer Col·legi (Figueres) · Vegeu més fotos d'aquest monument · Carregueu una nova foto d'aquest monument                           |
| Casa Jordà                                                                | BCIL 2023       | Eclecticisme XIX Final                                                 | Figueres C. Muralla, 21-23 - c. Peralada, 43                             | 42° 16′ 06″ N, 2° 57′ 45″ E / 42.268405°N,2.962492°E | IPA-39085     | Casa Jordà (Figueres) · Vegeu més fotos d'aquest monument · Carregueu una nova foto d'aquest monument                                                    |
| Sepulcre Galí                                                             |                 | Historicisme XX Inici                                                  | Figueres Cementiri municipal                                             | 42° 15′ 51″ N, 2° 58′ 25″ E / 42.264129°N,2.973559°E | IPA-39105     | Sepulcre Galí (Figueres) · Vegeu més fotos d'aquest monument · Carregueu una nova foto d'aquest monument                                                 |
| Casa al carrer Sant Josep, 3                                              |                 | Eclecticisme XIX Final                                                 | Figueres C. Sant Josep, 3                                                | 42° 15′ 55″ N, 2° 57′ 40″ E / 42.265414°N,2.961172°E | IPA-39113     | Casa al carrer Sant Josep, 3 (Figueres) · Vegeu més fotos d'aquest monument · Carregueu una nova foto d'aquest monument                                  |
| Casa al carrer Sant Llàtzer, 12                                           |                 | Noucentisme XX Inici                                                   | Figueres C. Sant Llàtzer, 12                                             | 42° 15′ 52″ N, 2° 57′ 47″ E / 42.264388°N,2.963064°E | IPA-39118     | Casa al carrer Sant Llàtzer, 12 (Figueres) · Vegeu més fotos d'aquest monument · Carregueu una nova foto d'aquest monument                               |
| Col·legi Cor de Maria                                                     |                 | Eclecticisme XIX Final                                                 | Figueres C. Jonquera, 50                                                 | 42° 16′ 09″ N, 2° 57′ 36″ E / 42.269224°N,2.960084°E | IPA-39119     | Col·legi Cor de Maria (Figueres) · Vegeu més fotos d'aquest monument · Carregueu una nova foto d'aquest monument                                         |
| Xemeneia antiga Refineria Solpe                                           | BCIL 2023       | Eclecticisme XX                                                        | Figueres C. Migdia                                                       | 42° 15′ 41″ N, 2° 58′ 04″ E / 42.261512°N,2.967806°E | IPA-39123     | Xemeneia antiga Refineria Solpe (Figueres) · Vegeu més fotos d'aquest monument · Carregueu una nova foto d'aquest monument                               |
| Conjunt de cases del carrer Clerch i Nicolau                              |                 | Noucentisme, obra popular XX Inici                                     | Figueres C. Clerch i Nicolau, 9, 10, 16                                  | 42° 15′ 50″ N, 2° 57′ 57″ E / 42.263804°N,2.965707°E | IPA-39124     | Conjunt de cases del carrer Clerch i Nicolau (Figueres) · Vegeu més fotos d'aquest monument · Carregueu una nova foto d'aquest monument                  |
| Casa Monfort II                                                           |                 | Noucentisme, obra popular XX Inici                                     | Figueres C. Jonquera, 19                                                 | 42° 16′ 08″ N, 2° 57′ 36″ E / 42.268767°N,2.959933°E | IPA-39136     | Casa Monfort II (Figueres) · Vegeu més fotos d'aquest monument · Carregueu una nova foto d'aquest monument                                               |
| Casa Monfort I                                                            | BCIL 2023       | Noucentisme XX Inici                                                   | Figueres C. Jonquera, 24                                                 | 42° 16′ 06″ N, 2° 57′ 38″ E / 42.268305°N,2.960424°E | IPA-39137     | Casa Monfort I (Figueres) · Vegeu més fotos d'aquest monument · Carregueu una nova foto d'aquest monument                                                |
| Edifici al carrer Nou, 33                                                 | BCIL 2023       | Eclecticisme, modernisme XIX-XX                                        | Figueres C. Nou, 33                                                      | 42° 15′ 55″ N, 2° 57′ 49″ E / 42.265217°N,2.963536°E | IPA-39138     | Edifici al carrer Nou, 33 (Figueres) · Vegeu més fotos d'aquest monument · Carregueu una nova foto d'aquest monument                                     |
| Casa al carrer Olot, 4                                                    |                 | Historicisme XX Inici                                                  | Figueres C. Olot, 4                                                      | 42° 15′ 56″ N, 2° 57′ 31″ E / 42.265468°N,2.958522°E | IPA-39140     | Casa al carrer Olot, 4 (Figueres) · Vegeu més fotos d'aquest monument · Carregueu una nova foto d'aquest monument                                        |
| Casa al carrer Príncep, 4                                                 |                 | Eclecticisme XIX Final                                                 | Figueres C. Príncep, 4                                                   | 42° 15′ 54″ N, 2° 57′ 33″ E / 42.265004°N,2.959141°E | IPA-39141     | Casa al carrer Príncep, 4 (Figueres) · Vegeu més fotos d'aquest monument · Carregueu una nova foto d'aquest monument                                     |
| Casa al carrer Sant Pau, 77                                               |                 | Historicisme XX Inici                                                  | Figueres C. Sant Pau, 77                                                 | 42° 15′ 41″ N, 2° 57′ 46″ E / 42.261511°N,2.962744°E | IPA-39142     | Casa al carrer Sant Pau, 77 (Figueres) · Vegeu més fotos d'aquest monument · Carregueu una nova foto d'aquest monument                                   |
| Casa al carrer Pere III, 47                                               |                 | Noucentisme XX Inici                                                   | Figueres C. Pere III, 47                                                 | 42° 15′ 43″ N, 2° 57′ 37″ E / 42.261866°N,2.960192°E | IPA-39144     | Casa al carrer Pere III, 47 (Figueres) · Vegeu més fotos d'aquest monument · Carregueu una nova foto d'aquest monument                                   |
| Casa al carrer González de Soto, 41                                       |                 | Noucentisme, obra popular XX Inici                                     | Figueres C. González de Soto, 41                                         | 42° 15′ 45″ N, 2° 57′ 33″ E / 42.262608°N,2.959185°E | IPA-39146     | Casa al carrer González de Soto, 41 (Figueres) · Vegeu més fotos d'aquest monument · Carregueu una nova foto d'aquest monument                           |
| Sepulcre Janer                                                            |                 | Modernisme XX Inici                                                    | Figueres Cementiri municipal                                             | 42° 15′ 50″ N, 2° 58′ 22″ E / 42.263847°N,2.972885°E | IPA-39170     | Sepulcre Janer (Figueres) · Vegeu més fotos d'aquest monument · Carregueu una nova foto d'aquest monument                                                |
| Tomba Arola                                                               |                 | Eclecticisme XIX                                                       | Figueres Cementiri municipal                                             | 42° 15′ 50″ N, 2° 58′ 22″ E / 42.263791°N,2.97288°E  | IPA-39172     | Tomba Arola (Figueres) · Vegeu més fotos d'aquest monument · Carregueu una nova foto d'aquest monument                                                   |
| Edifici al carrer Sant Pau, 34                                            | BCIL 2023       | Modernisme XX Inici                                                    | Figueres C. Sant Pau, 34                                                 | 42° 15′ 53″ N, 2° 57′ 42″ E / 42.264631°N,2.961560°E | IPA-39223     | Edifici al carrer Sant Pau, 34 (Figueres) · Vegeu més fotos d'aquest monument · Carregueu una nova foto d'aquest monument                                |
| Casa al carrer Sant Vicenç, 3                                             |                 | Eclecticisme XIX Final                                                 | Figueres C. St. Vicenç, 3                                                | 42° 15′ 54″ N, 2° 57′ 40″ E / 42.264978°N,2.961142°E | IPA-39224     | Casa al carrer Sant Vicenç, 3 (Figueres) · Vegeu més fotos d'aquest monument · Carregueu una nova foto d'aquest monument                                 |
| Cementiri de Figueres                                                     | BCIL 2007       | Obra popular XIX Inici                                                 | Figueres Pg. del Cementiri                                               | 42° 15′ 51″ N, 2° 58′ 26″ E / 42.264076°N,2.973801°E | IPA-39354     | Cementiri de Figueres · Vegeu més fotos d'aquest monument · Carregueu una nova foto d'aquest monument                                                    |
| Sepulcre Camps                                                            |                 | Noucentisme XX Inici                                                   | Figueres Cementiri municipal                                             | 42° 15′ 50″ N, 2° 58′ 24″ E / 42.263848°N,2.973282°E | IPA-39355     | Sepulcre Camps (Figueres) · Vegeu més fotos d'aquest monument · Carregueu una nova foto d'aquest monument                                                |
| Sepulcre Roca i Giralt                                                    |                 | Noucentisme XX Inici                                                   | Figueres Cementiri municipal                                             | 42° 15′ 50″ N, 2° 58′ 24″ E / 42.263855°N,2.973365°E | IPA-39356     | Sepulcre Roca i Giralt (Figueres) · Vegeu més fotos d'aquest monument · Carregueu una nova foto d'aquest monument                                        |
| Panteó Dalí                                                               |                 | Modernisme XX Inici                                                    | Figueres Cementiri municipal                                             | 42° 15′ 51″ N, 2° 58′ 26″ E / 42.264182°N,2.973956°E | IPA-39360     | Panteó Dalí (Figueres) · Vegeu més fotos d'aquest monument · Carregueu una nova foto d'aquest monument                                                   |
| Edifici antiga agència de transports                                      |                 | Obra popular, noucentisme XX Inici                                     | Figueres C. Clerch i Nicolau, 11                                         | 42° 15′ 50″ N, 2° 57′ 55″ E / 42.263853°N,2.965398°E | IPA-39378     | Edifici antiga agència de transports (Figueres) · Vegeu més fotos d'aquest monument · Carregueu una nova foto d'aquest monument                          |
| Casa al carrer Sant Cristòfol, 12                                         |                 | Obra popular XX                                                        | Figueres C. Sant Cristòfol, 12                                           | 42° 16′ 01″ N, 2° 57′ 52″ E / 42.266893°N,2.964404°E | IPA-39380     | Casa al carrer Sant Cristòfol, 12 (Figueres) · Vegeu més fotos d'aquest monument · Carregueu una nova foto d'aquest monument                             |
| Casa al carrer Portella, 5                                                |                 | Eclecticisme XX Inici                                                  | Figueres C. Portella, 5                                                  | 42° 16′ 01″ N, 2° 57′ 39″ E / 42.266981°N,2.960874°E | IPA-39385     | Casa al carrer Portella, 5 (Figueres) · Vegeu més fotos d'aquest monument · Carregueu una nova foto d'aquest monument                                    |
| Casa Joieria Carbonell                                                    |                 | Obra popular XX Inici                                                  | Figueres C. Sant Pere, 2                                                 | 42° 16′ 00″ N, 2° 57′ 39″ E / 42.26671°N,2.960818°E  | IPA-39386     | Casa Joieria Carbonell (Figueres) · Vegeu més fotos d'aquest monument · Carregueu una nova foto d'aquest monument                                        |
| Casa al carrer Besalú, 9                                                  |                 | Obra popular, eclecticisme XIX Final                                   | Figueres C. Besalú, 9                                                    | 42° 16′ 01″ N, 2° 57′ 37″ E / 42.266968°N,2.960207°E | IPA-39387     | Casa al carrer Besalú, 9 (Figueres) · Vegeu més fotos d'aquest monument · Carregueu una nova foto d'aquest monument                                      |
| Casa de Camps, Casa Matas                                                 | BCIL 2023       | Obra popular, barroc XVIII, XIX                                        | Figueres C. Magre, 1 - pjda. del Castell, 10 - c. Besalú, 14             | 42° 16′ 01″ N, 2° 57′ 35″ E / 42.266986°N,2.959758°E | IPA-39388     | Casa de Campss (Figueres) · Vegeu més fotos d'aquest monument · Carregueu una nova foto d'aquest monument                                                |
| Casa al carrer Peralada, 3                                                |                 | Noucentisme XX Inici                                                   | Figueres C. Peralada, 3                                                  | 42° 16′ 03″ N, 2° 57′ 39″ E / 42.267594°N,2.960879°E | IPA-39389     | Casa al carrer Peralada, 3 (Figueres) · Vegeu més fotos d'aquest monument · Carregueu una nova foto d'aquest monument                                    |
| Casa al carrer Peralada, 4                                                |                 | Obra popular XX Inici                                                  | Figueres C. Peralada, 4                                                  | 42° 16′ 03″ N, 2° 57′ 40″ E / 42.267495°N,2.961067°E | IPA-39390     | Casa al carrer Peralada, 4 (Figueres) · Vegeu més fotos d'aquest monument · Carregueu una nova foto d'aquest monument                                    |
| Casa al carrer Sant Domènec, 3                                            |                 | Obra popular, noucentisme XX Inici                                     | Figueres C. Sant Domènec, 3                                              | 42° 16′ 05″ N, 2° 57′ 42″ E / 42.267963°N,2.961673°E | IPA-39391     | Casa al carrer Sant Domènec, 3 (Figueres) · Vegeu més fotos d'aquest monument · Carregueu una nova foto d'aquest monument                                |
| Casa al carrer Pilar, 3                                                   |                 | Obra popular XIX Final                                                 | Figueres C. Pilar, 3                                                     | 42° 16′ 06″ N, 2° 57′ 43″ E / 42.268279°N,2.962019°E | IPA-39392     | Casa al carrer Pilar, 3 (Figueres) · Vegeu més fotos d'aquest monument · Carregueu una nova foto d'aquest monument                                       |
| Casa al carrer Moreria, 12                                                |                 | Obra popular, noucentisme XIX Final                                    | Figueres C. Moreria, 12                                                  | 42° 16′ 02″ N, 2° 57′ 46″ E / 42.267180°N,2.962783°E | IPA-39414     | Casa al carrer Moreria, 12 (Figueres) · Vegeu més fotos d'aquest monument · Carregueu una nova foto d'aquest monument                                    |
| Casa al carrer Moreria, 14                                                |                 | Noucentisme XX Inici                                                   | Figueres C. Moreria, 14                                                  | 42° 16′ 02″ N, 2° 57′ 46″ E / 42.267248°N,2.962868°E | IPA-39415     | Casa al carrer Moreria, 14 (Figueres) · Vegeu més fotos d'aquest monument · Carregueu una nova foto d'aquest monument                                    |
| Casa al carrer Moreria, 6                                                 |                 | Eclecticisme XIX Final                                                 | Figueres C. Moreria, 6                                                   | 42° 16′ 01″ N, 2° 57′ 45″ E / 42.267072°N,2.962432°E | IPA-39417     | Casa al carrer Moreria, 6 (Figueres) · Vegeu més fotos d'aquest monument · Carregueu una nova foto d'aquest monument                                     |
| Casa al carrer Joan Maragall, 3                                           |                 | Eclecticisme XIX Final                                                 | Figueres C. Joan Maragall, 3                                             | 42° 16′ 02″ N, 2° 57′ 41″ E / 42.267130°N,2.961498°E | IPA-39418     | Casa al carrer Joan Maragall, 3 (Figueres) · Vegeu més fotos d'aquest monument · Carregueu una nova foto d'aquest monument                               |
| Casa al carrer Joan Maragall, 4                                           |                 | Eclecticisme XIX Final                                                 | Figueres C. Joan Maragall, 4                                             | 42° 16′ 01″ N, 2° 57′ 42″ E / 42.267063°N,2.961553°E | IPA-39419     | Casa al carrer Joan Maragall, 4 (Figueres) · Vegeu més fotos d'aquest monument · Carregueu una nova foto d'aquest monument                               |
| Casa al carrer Germanes Massanet, 10                                      |                 | Obra popular XIX Final                                                 | Figueres C. Germanes Massanet, 10                                        | 42° 16′ 03″ N, 2° 57′ 43″ E / 42.267392°N,2.962050°E | IPA-39420     | Casa al carrer Germanes Massanet, 10 (Figueres) · Vegeu més fotos d'aquest monument · Carregueu una nova foto d'aquest monument                          |
| Casa al carrer Primfilat                                                  |                 | Obra popular XVI, XVIII                                                | Figueres C. Primfilat                                                    | 42° 16′ 03″ N, 2° 57′ 45″ E / 42.267549°N,2.962438°E | IPA-39421     | Casa al carrer Primfilat (Figueres) · Vegeu més fotos d'aquest monument · Carregueu una nova foto d'aquest monument                                      |
| Casa al carrer Forn Baix, 3                                               |                 | Obra popular XIX Final                                                 | Figueres C. Forn Baix, 3                                                 | 42° 16′ 03″ N, 2° 57′ 42″ E / 42.267567°N,2.961601°E | IPA-39422     | Casa al carrer Forn Baix, 3 (Figueres) · Vegeu més fotos d'aquest monument · Carregueu una nova foto d'aquest monument                                   |
| Casa Sans Roca                                                            | BCIL 2023       | Renaixement XIX Final, XVII                                            | Figueres C. Joan Maragall, 9 - c. Forn Baix, 7                           | 42° 16′ 02″ N, 2° 57′ 43″ E / 42.267283°N,2.961819°E | IPA-39425     | Casa Sans Roca (Figueres) · Vegeu més fotos d'aquest monument · Carregueu una nova foto d'aquest monument                                                |
| Casa a la pujada del Castell, 41                                          | BCIL 2023       | Eclecticisme XIX-XX                                                    | Figueres Pujada del Castell, 41                                          | 42° 16′ 05″ N, 2° 57′ 32″ E / 42.267953°N,2.958751°E | IPA-39426     | Casa a la pujada del Castell, 41 (Figueres) · Vegeu més fotos d'aquest monument · Carregueu una nova foto d'aquest monument                              |
| Conjunt de cases del carrer Hortes                                        |                 | Obra popular XX Mitjan                                                 | Figueres C. Hortes, 16, 26, 27                                           | 42° 16′ 12″ N, 2° 57′ 58″ E / 42.270005°N,2.966104°E | IPA-39429     | Conjunt de cases del carrer Hortes (Figueres) · Vegeu més fotos d'aquest monument · Carregueu una nova foto d'aquest monument                            |
| Casa Cristau                                                              | BCIL 2023       | Historicisme XX Inici                                                  | Figueres C. Peralada, 38                                                 | 42° 16′ 06″ N, 2° 57′ 46″ E / 42.268401°N,2.962770°E | IPA-39430     | Casa Cristau (Figueres) · Vegeu més fotos d'aquest monument · Carregueu una nova foto d'aquest monument                                                  |
| Casa al carrer Peralada, 65                                               |                 | Eclecticisme XIX Final                                                 | Figueres C. Peralada, 65                                                 | 42° 16′ 09″ N, 2° 57′ 48″ E / 42.269153°N,2.963219°E | IPA-39432     | Casa al carrer Peralada, 65 (Figueres) · Vegeu més fotos d'aquest monument · Carregueu una nova foto d'aquest monument                                   |
| Casa al carrer Peralada, 66                                               |                 | Noucentisme XX                                                         | Figueres C. Peralada, 66                                                 | 42° 16′ 08″ N, 2° 57′ 48″ E / 42.269022°N,2.963425°E | IPA-39433     | Casa al carrer Peralada, 66 (Figueres) · Vegeu més fotos d'aquest monument · Carregueu una nova foto d'aquest monument                                   |
| Casa al carrer Tapis, 58                                                  |                 | Historicisme XIX Final                                                 | Figueres C. Tapis, 58                                                    | 42° 16′ 17″ N, 2° 57′ 56″ E / 42.271297°N,2.965534°E | IPA-39437     | Casa al carrer Tapis, 58 (Figueres) · Vegeu més fotos d'aquest monument · Carregueu una nova foto d'aquest monument                                      |
| Conjunt de cases del carrer Vilabertran                                   |                 | Noucentisme, obra popular XX Mitjan                                    | Figueres C. Vilabertran, 8, 9, 23                                        | 42° 16′ 14″ N, 2° 57′ 56″ E / 42.270693°N,2.965582°E | IPA-39438     | Conjunt de cases del carrer Vilabertran (Figueres) · Vegeu més fotos d'aquest monument · Carregueu una nova foto d'aquest monument                       |
| Edifici carrer Lasauca, 30                                                |                 | Obra popular XIX Final                                                 | Figueres C. Lasauca, 30                                                  | 42° 15′ 56″ N, 2° 57′ 30″ E / 42.265688°N,2.958407°E | IPA-39446     | Edifici al carrer Lasauca, 30 (Figueres) · Vegeu més fotos d'aquest monument · Carregueu una nova foto d'aquest monument                                 |
| Edifici al carrer Pep Ventura, 29                                         |                 | Eclecticisme XIX Final                                                 | Figueres C. Pep Ventura, 29                                              | 42° 16′ 00″ N, 2° 57′ 30″ E / 42.266683°N,2.958267°E | IPA-39450     | Edifici al carrer Pep Ventura, 29 (Figueres) · Vegeu més fotos d'aquest monument · Carregueu una nova foto d'aquest monument                             |
| Edifici a l'avinguda Salvador Dalí, 116                                   |                 | Eclecticisme XIX Final                                                 | Figueres Av. Salvador Dalí, 116                                          | 42° 15′ 58″ N, 2° 57′ 30″ E / 42.266183°N,2.958285°E | IPA-39451     | Edifici a l'avinguda Salvador Dalí, 116 (Figueres) · Vegeu més fotos d'aquest monument · Carregueu una nova foto d'aquest monument                       |
| Casa a la Rambla de Figueres, 23                                          |                 | Obra popular XIX Final                                                 | Figueres Rambla, 23                                                      | 42° 15′ 58″ N, 2° 57′ 39″ E / 42.266049°N,2.960735°E | IPA-39453     | Casa a la Rambla, 23 (Figueres) · Vegeu més fotos d'aquest monument · Carregueu una nova foto d'aquest monument                                          |
| Casa Heras, Café Royal                                                    | BCIL 2013       | Obra popular, noucentisme XIX                                          | Figueres Rbla. Sara Jordà, 28 - c. Sant Pau, 1                           | 42° 15′ 58″ N, 2° 57′ 41″ E / 42.266140°N,2.961365°E | IPA-39455     | Casa Heras (Figueres) · Vegeu més fotos d'aquest monument · Carregueu una nova foto d'aquest monument                                                    |
| Edifici a la plaça Josep Pla                                              |                 | Eclecticisme XIX Final                                                 | Figueres Pl. Josep Pla                                                   | 42° 15′ 58″ N, 2° 57′ 42″ E / 42.266054°N,2.961614°E | IPA-39456     | Edifici a la plaça Josep Pla (Figueres) · Vegeu més fotos d'aquest monument · Carregueu una nova foto d'aquest monument                                  |
| Casa carrer Portella, 9                                                   |                 | Eclecticisme XIX Final                                                 | Figueres C. Portella, 9                                                  | 42° 16′ 01″ N, 2° 57′ 39″ E / 42.266968°N,2.960771°E | IPA-39457     | Casa al carrer Portella, 9 (Figueres) · Vegeu més fotos d'aquest monument · Carregueu una nova foto d'aquest monument                                    |
| Edifici Caixa Penedès                                                     |                 | Obra popular XX Inici                                                  | Figueres Rbla. Sara Jordà, 5                                             | 42° 16′ 00″ N, 2° 57′ 41″ E / 42.266608°N,2.961444°E | IPA-39458     | Edifici Caixa Penedès (Figueres) · Vegeu més fotos d'aquest monument · Carregueu una nova foto d'aquest monument                                         |
| Casa carrer Girona, 30                                                    |                 | Obra popular, eclecticisme XIX Final                                   | Figueres C. Girona, 30                                                   | 42° 16′ 00″ N, 2° 57′ 41″ E / 42.266680°N,2.961462°E | IPA-39459     | Casa al carrer Girona, 30 (Figueres) · Vegeu més fotos d'aquest monument · Carregueu una nova foto d'aquest monument                                     |
| Casa carrer Girona, 21                                                    |                 | Obra popular XIX Final                                                 | Figueres C. Girona, 21                                                   | 42° 16′ 01″ N, 2° 57′ 41″ E / 42.266932°N,2.961431°E | IPA-39460     | Casa al carrer Girona, 21 (Figueres) · Vegeu més fotos d'aquest monument · Carregueu una nova foto d'aquest monument                                     |
| Casa Llobet                                                               |                 | Modernisme, obra popular XX Inici                                      | Figueres C. Girona, 15                                                   | 42° 16′ 01″ N, 2° 57′ 41″ E / 42.266851°N,2.961462°E | IPA-39462     | Casa Llobet (Figueres) · Vegeu més fotos d'aquest monument · Carregueu una nova foto d'aquest monument                                                   |
| Casa carrer Girona, 2                                                     |                 | Eclecticisme XIX Final                                                 | Figueres C. Girona, 2                                                    | 42° 16′ 02″ N, 2° 57′ 40″ E / 42.267130°N,2.961013°E | IPA-39463     | Casa al carrer Girona, 2 (Figueres) · Vegeu més fotos d'aquest monument · Carregueu una nova foto d'aquest monument                                      |
| Casa Isern                                                                |                 | Monumentalisme academicista XX Mitjan                                  | Figueres C. Sant Llàtzer, 62                                             | 42° 15′ 54″ N, 2° 58′ 02″ E / 42.264948°N,2.967119°E | IPA-39464     | Casa Isern (Figueres) · Vegeu més fotos d'aquest monument · Carregueu una nova foto d'aquest monument                                                    |
| Casa carrer Muralla, 17                                                   |                 | Obra popular XIX Final                                                 | Figueres C. Muralla, 17                                                  | 42° 16′ 07″ N, 2° 57′ 43″ E / 42.268576°N,2.962061°E | IPA-39467     | Casa al carrer Muralla, 17 (Figueres) · Vegeu més fotos d'aquest monument · Carregueu una nova foto d'aquest monument                                    |
| Mas Subirós, Can Brugat                                                   | BCIL 2007       | Obra popular XVII                                                      | Figueres Camí de Palol de Vilatenim                                      | 42° 16′ 19″ N, 3° 00′ 56″ E / 42.271841°N,3.015664°E | IPA-39150     | Mas Subirós (Figueres) · Vegeu més fotos d'aquest monument · Carregueu una nova foto d'aquest monument                                                   |
| Urbanizació del Poble Nou                                                 |                 | Noucentisme XX                                                         | Figueres El Poblenou                                                     | 42° 15′ 42″ N, 2° 57′ 15″ E / 42.2618°N,2.9541°E     | IPA-50692     | Carregueu una nova foto d'aquest monument |
| Jardins de l'antiga Casa-fàbrica Koëpke                                   |                 | Noucentisme XX                                                         | Figueres Pujada dels Pirineus                                            | 42° 15′ 52″ N, 2° 57′ 19″ E / 42.2644°N,2.9553°E     | IPA-53678     | Carregueu una nova foto d'aquest monument |
| Habitatges Militars Americans                                             | BCIL 2023       | Moviment Modern XX                                                     | Figueres C. President Kennedy                                            | 42° 16′ 18″ N, 2° 57′ 16″ E / 42.2718°N,2.9545°E     | IPA-53679     | Carregueu una nova foto d'aquest monument |
| Mas de Dalt, Mas Gayolà                                                   | BCIL 2023       | Obra popular XVIII                                                     | Figueres El Pou d'en Borràs                                              | 42° 16′ 56″ N, 2° 57′ 46″ E / 42.28234°N,2.96275°E   | IPA-53682     | Carregueu una nova foto d'aquest monument |
| Casa Callís                                                               | BCIL 2023       | Moviment Modern XX                                                     | Figueres C. Pep Ventura, 8                                               | 42° 16′ 01″ N, 2° 57′ 33″ E / 42.26689°N,2.95910°E   | IPA-53683     | Carregueu una nova foto d'aquest monument |
| Can Pagès                                                                 | BCIL 2023       | Obra popular XVI, XVIII-XIX                                            | Figueres C. de la Duana, 19-21. Vilatenim                                | 42° 16′ 08″ N, 2° 59′ 41″ E / 42.26884°N,2.9948°E    | IPA-53684     | Carregueu una nova foto d'aquest monument |
| Casa Bosch Masferrer                                                      | BCIL 2023       | Moviment Modern XX                                                     | Figueres C. Ample, 1                                                     | 42° 16′ 02″ N, 2° 57′ 47″ E / 42.26716°N,2.96308°E   | IPA-53686     | Carregueu una nova foto d'aquest monument |
| Casa Casellas                                                             | BCIL 2023       | Academicisme XX                                                        | Figueres Rambla, 22                                                      | 42° 15′ 58″ N, 2° 57′ 38″ E / 42.26608°N,2.96057°E   | IPA-53688     | Carregueu una nova foto d'aquest monument |
| Casa Meric-Sormani                                                        | BCIL 2023       | Barroc XVII-XVIII                                                      | Figueres C. Joan Maragall, 14 - c. Enginyers, 6                          | 42° 16′ 02″ N, 2° 57′ 43″ E / 42.26723°N,2.96194°E   | IPA-53689     | Carregueu una nova foto d'aquest monument |
| Edifici al carrer Besalú, 13                                              | BCIL 2023       | XVII                                                                   | Figueres C. Besalú, 13                                                   | 42° 16′ 01″ N, 2° 57′ 36″ E / 42.26696°N,2.96001°E   | IPA-53690     | Carregueu una nova foto d'aquest monument |
| Casa Pujadas                                                              | BCIL 2023       | XVII                                                                   | Figueres C. la Jonquera, 3                                               | 42° 16′ 04″ N, 2° 57′ 38″ E / 42.26772°N,2.96066°E   | IPA-53692     | Carregueu una nova foto d'aquest monument |
| Edifici al carrer la Jonquera, 6                                          | BCIL 2023       | XVII                                                                   | Figueres C. la Jonquera, 6                                               | 42° 16′ 04″ N, 2° 57′ 39″ E / 42.26775°N,2.96071°E   | IPA-53693     | Carregueu una nova foto d'aquest monument |
| Rectoria i seu del COAC, Delegació Alt Empordà                            | BCIL 2023       | XVIII                                                                  | Figueres Pjda. de l’Església, 6-8                                        | 42° 16′ 03″ N, 2° 57′ 37″ E / 42.26749°N,2.96035°E   | IPA-53695     | Carregueu una nova foto d'aquest monument |
| Capella de Sant Sebastià                                                  | BCIL 2023       | Barroc XVI-XVII                                                        | Figueres C. la Jonquera, 5                                               | 42° 16′ 04″ N, 2° 57′ 38″ E / 42.26783°N,2.96060°E   | IPA-53696     | Carregueu una nova foto d'aquest monument |
| Casa Giralt Ventolà                                                       | BCIL 2023       | Eclecticisme XIX                                                       | Figueres C. Sant Pere, 25                                                | 42° 16′ 04″ N, 2° 57′ 35″ E / 42.26784°N,2.95965°E   | IPA-53697     | Carregueu una nova foto d'aquest monument |
| Edifici al carrer la Jonquera, 40                                         | BCIL 2023       | Eclecticisme XVIII                                                     | Figueres C. la Jonquera, 40                                              | 42° 16′ 08″ N, 2° 57′ 36″ E / 42.26888°N,2.96002°E   | IPA-53698     | Carregueu una nova foto d'aquest monument |
| Edifici a la plaça de les Patates, 9-10                                   | BCIL 2023       | Eclecticisme XIX                                                       | Figueres Pl. de les Patates, 9-10                                        | 42° 16′ 06″ N, 2° 57′ 39″ E / 42.26827°N,2.96086°E   | IPA-53699     | Carregueu una nova foto d'aquest monument |
| Casa Vergés-Molins                                                        | BCIL 2023       | Eclecticisme XIX                                                       | Figueres C. de la Muralla, 1 - c. Barceloneta                            | 42° 16′ 07″ N, 2° 57′ 39″ E / 42.26853°N,2.96095°E   | IPA-53700     | Carregueu una nova foto d'aquest monument |
| Casa Soler                                                                | BCIL 2023       | Neoclassicisme XIX                                                     | Figueres C. Peralada, 20 - c. Germanes Massanet, 2                       | 42° 16′ 04″ N, 2° 57′ 42″ E / 42.26779°N,2.96180°E   | IPA-53701     | Carregueu una nova foto d'aquest monument |
| Casa Serra                                                                | BCIL 2023       | Moviment Modern XX                                                     | Figueres C. de la Muralla, 13                                            | 42° 16′ 07″ N, 2° 57′ 43″ E / 42.26853°N,2.96185°E   | IPA-53702     | Carregueu una nova foto d'aquest monument |
| Edificis a la plaça de l'Ajuntament, 1-4                                  | BCIL 2023       | Neoclassicisme XIX                                                     | Figueres Pl. de l'Ajuntament, 1-4                                        | 42° 16′ 02″ N, 2° 57′ 39″ E / 42.26712°N,2.96091°E   | IPA-53704     | Carregueu una nova foto d'aquest monument |
| Edificis a la plaça de l'Ajuntament, 8-10                                 | BCIL 2023       | Neoclassicisme XIX                                                     | Figueres Pl. de l'Ajuntament, 8-10                                       | 42° 16′ 02″ N, 2° 57′ 39″ E / 42.26714°N,2.96073°E   | IPA-53705     | Carregueu una nova foto d'aquest monument |
| Casa Galter                                                               | BCIL 2023       | Modernisme XX                                                          | Figueres C. Sant Pau, 31                                                 | 42° 15′ 53″ N, 2° 57′ 42″ E / 42.26475°N,2.96167°E   | IPA-53706     | Carregueu una nova foto d'aquest monument |
| Antiga Seu de Transports Padrosa                                          | BCIL 2023       | Moviment Modern XX                                                     | Figueres C. dels Fossos, 12                                              | 42° 16′ 04″ N, 2° 57′ 58″ E / 42.26783°N,2.96613°E   | IPA-53707     | Carregueu una nova foto d'aquest monument |
| Casa Batlle                                                               | BCIL 2023       | Moviment Modern XX                                                     | Figueres C. Rutlla, 29 - c. Sant Cristòfol, 2                            | 42° 15′ 59″ N, 2° 57′ 53″ E / 42.26647°N,2.96470°E   | IPA-53708     | Carregueu una nova foto d'aquest monument |
| Casa Moner                                                                | BCIL 2023       | Modernisme XIX                                                         | Figueres C. Sant Cristòfol, 12-14 - c. Sant Joan Baptista, 1             | 42° 16′ 01″ N, 2° 57′ 52″ E / 42.26694°N,2.96437°E   | IPA-53709     | Carregueu una nova foto d'aquest monument |
| Casa de Puig                                                              | BCIL 2023       | Modernisme XIX                                                         | Figueres C. Monturiol, 6 - c. Caamaño, 8                                 | 42° 16′ 01″ N, 2° 57′ 48″ E / 42.26700°N,2.96322°E   | IPA-53710     | Carregueu una nova foto d'aquest monument |
| Casa Puig Descals                                                         | BCIL 2023       | Eclecticisme XIX                                                       | Figueres C. Caamaño, 8                                                   | 42° 15′ 59″ N, 2° 57′ 46″ E / 42.26652°N,2.96287°E   | IPA-53711     | Carregueu una nova foto d'aquest monument |
| Casa Felip                                                                | BCIL 2023       | Moviment Modern XX                                                     | Figueres C. Rutlla, 5 - pl. Dr. Ernest Vila                              | 42° 15′ 58″ N, 2° 57′ 48″ E / 42.26620°N,2.96333°E   | IPA-53712     | Carregueu una nova foto d'aquest monument |
| Casa Carolà                                                               | BCIL 2023       | Modernisme XIX                                                         | Figueres C. Sant Josep, 3                                                | 42° 15′ 56″ N, 2° 57′ 40″ E / 42.26544°N,2.96114°E   | IPA-53714     | Carregueu una nova foto d'aquest monument |
| Casa Forn                                                                 | BCIL 2023       | Moviment Modern XX                                                     | Figueres C. Castelló, 28 - c. Lourdes, 2-4                               | 42° 15′ 57″ N, 2° 57′ 52″ E / 42.26577°N,2.96455°E   | IPA-53715     | Carregueu una nova foto d'aquest monument |
| Casa Subies                                                               | BCIL 2023       | Modernisme XX                                                          | Figueres C. Rubaudonadeu, 1 - pl. de l'Estació, 9                        | 42° 15′ 58″ N, 2° 58′ 06″ E / 42.26616°N,2.96836°E   | IPA-53716     | Carregueu una nova foto d'aquest monument |
| Antic Magatzem Industrial Sala                                            | BCIL 2023       | Eclecticisme XIX                                                       | Figueres C. del Far, 24                                                  | 42° 15′ 58″ N, 2° 58′ 13″ E / 42.26620°N,2.97034°E   | IPA-53717     | Carregueu una nova foto d'aquest monument |
| Antiga Fàbrica d'Aiguardent Pey                                           | BCIL 2023       | Eclecticisme XIX                                                       | Figueres C. Progrés, 25 - c. del Far                                     | 42° 15′ 51″ N, 2° 58′ 13″ E / 42.26427°N,2.97016°E   | IPA-53719     | Carregueu una nova foto d'aquest monument |
| Xemeneia Bòbila Carreras                                                  | BCIL 2023       | XX                                                                     | Figueres Pg. del Cementiri, 4                                            | 42° 15′ 48″ N, 2° 58′ 15″ E / 42.26342°N,2.97091°E   | IPA-53720     | Carregueu una nova foto d'aquest monument |
| Casa Pujarniscle i jardins                                                | BCIL 2023       | Neoclassicisme, modernisme XIX, XX                                     | Figueres C. Sant Pau, 42 - c. Col·legi, 1                                | 42° 15′ 51″ N, 2° 57′ 42″ E / 42.26407°N,2.96179°E   | IPA-53721     | Carregueu una nova foto d'aquest monument |
| Mas Ferrer                                                                | BCIL 2023       | Obra popular XVI-XIX                                                   | Figueres Ctra. de Barcelona a França                                     | 42° 15′ 19″ N, 2° 58′ 05″ E / 42.25518°N,2.96806°E   | IPA-53810     | Carregueu una nova foto d'aquest monument |
| Mas Nou                                                                   | BCIL 2023       | Obra popular XVIII                                                     | Figueres Ronda del Sud - ctra. del Far                                   | 42° 15′ 36″ N, 2° 58′ 32″ E / 42.25991°N,2.97544°E   | IPA-53811     | Carregueu una nova foto d'aquest monument |